# Imprimerie

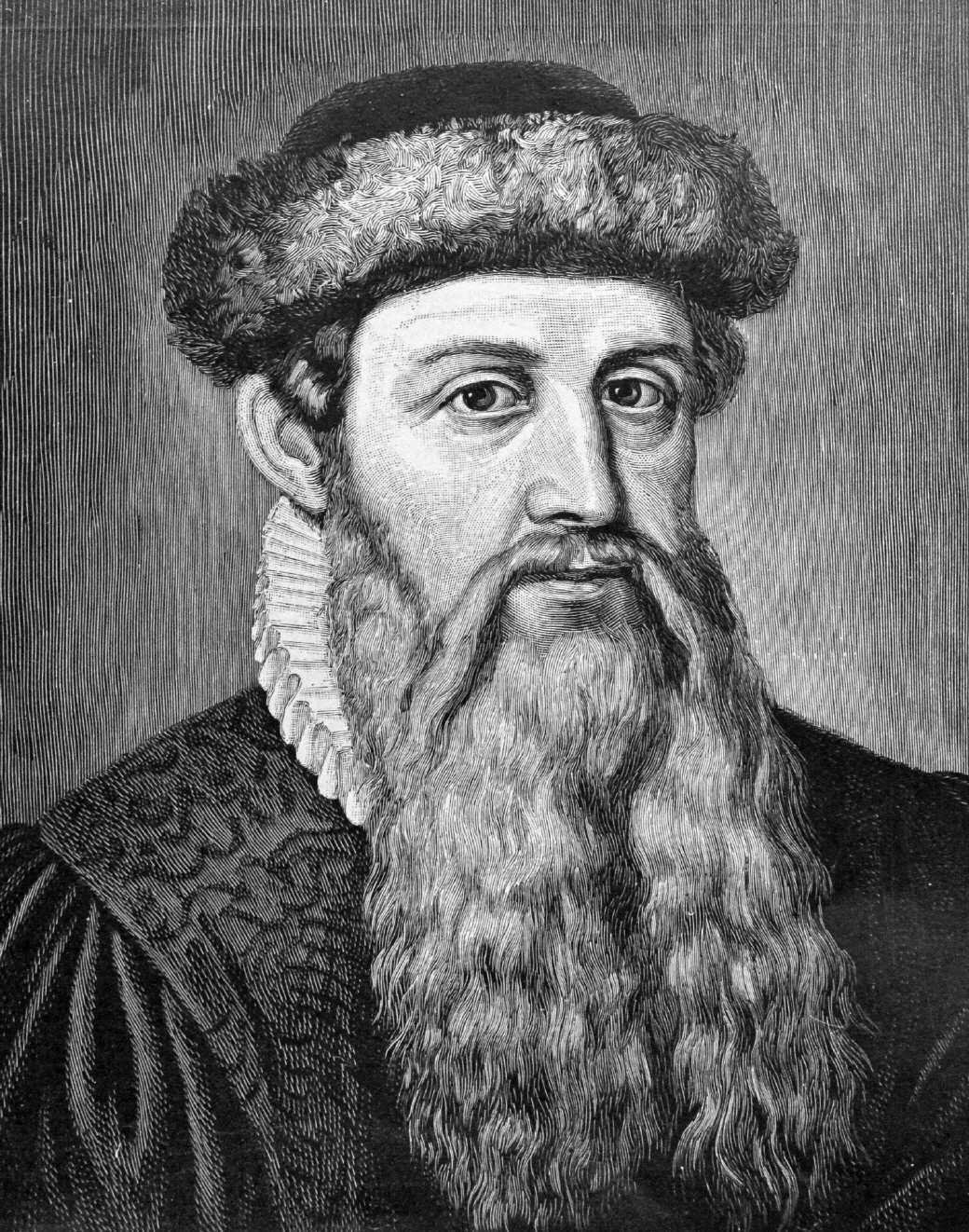
Johannes Gutenberg, inventeur de la presse mécanique à caractère alphabétique mobile métallique à partir de 1450.

L'imprimerie  est un ensemble de techniques permettant la reproduction en grande quantité, sur support matériel, d'écrits et d'illustrations, cela afin d'en permettre une distribution de masse. Généralement, on utilise des supports plans et la matière la plus utilisée est le papier ou le textile.
Ces techniques forment ce que l'on appelle communément la chaîne graphique. Elles vont de la composition des textes au façonnage (reliure, pliure, brochure…) en passant par le traitement des illustrations (photogravure), la relecture puis l’impression. L'expression « industries graphiques » est apparue après la Seconde Guerre mondiale pour remplacer le terme « imprimerie », trop général.

## Histoire
L'histoire de l'imprimerie est étroitement liée au développement de l’humanité et de la culture. Depuis que les humains ont développé leurs moyens d'expression (représentations artistiques, théâtre…), ils ont cherché à pérenniser leurs œuvres et à les diffuser.
Des scribes dans l'Égypte antique, qui gravaient sur la pierre et écrivaient sur papyrus, aux moines copistes médiévaux, qui passaient leurs journées à reproduire des œuvres — religieuses pour la plupart — en les recopiant à la main, l'homme a régulièrement essayé d'automatiser ces moyens de copie. L’imprimerie permet ainsi une diffusion rapide et à moindre coût du savoir. Elle permit à ses premiers inventeurs, les Chinois, de diffuser le bouddhisme, l'écriture et l'essentiel de la culture chinoise (musique, peinture, calligraphie, architecture, textile, etc.), en Corée, puis au Japon.

### En Extrême-Orient

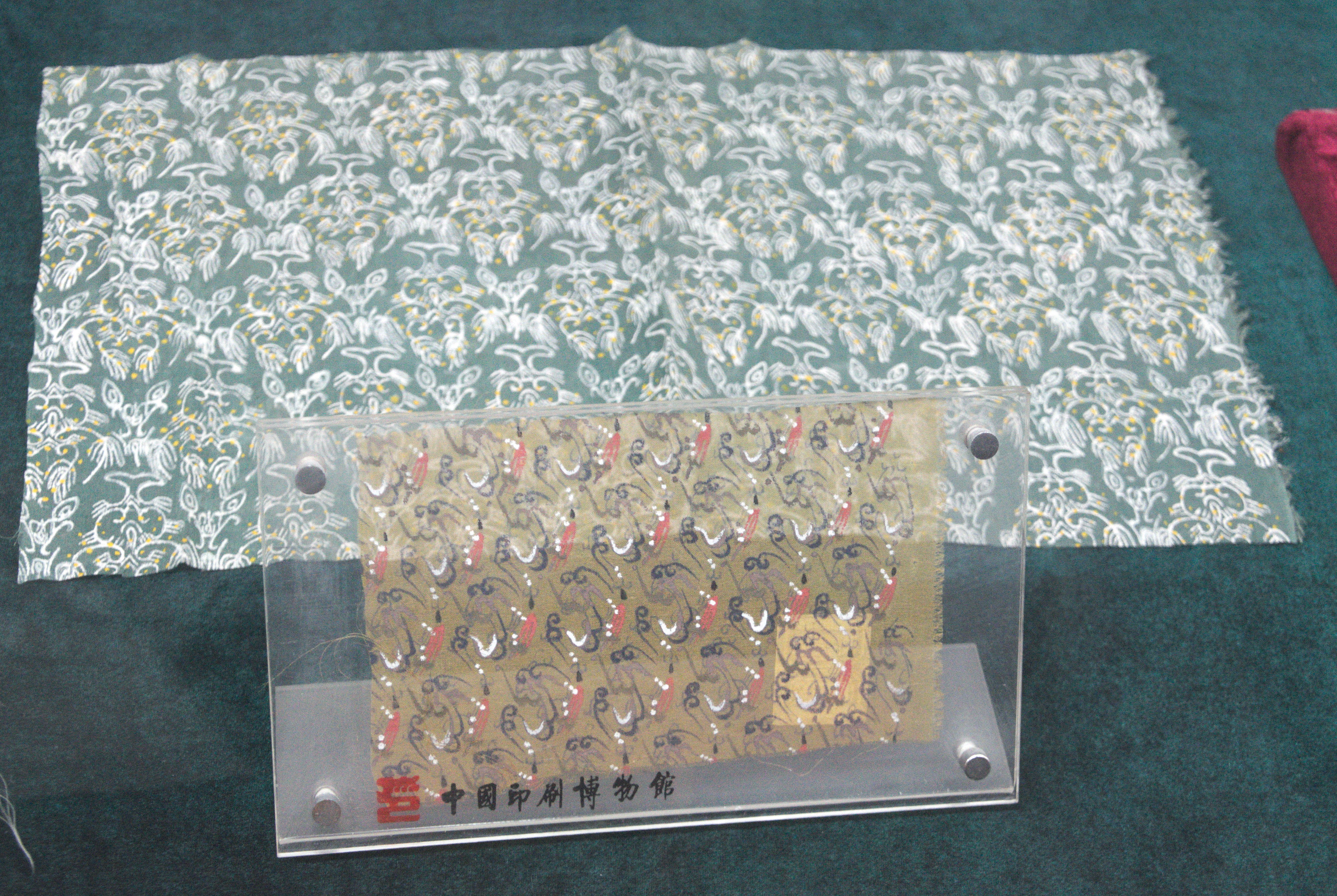
Tissu imprimé trouvé dans la tombe de Mawangdui,, dynastie Han.

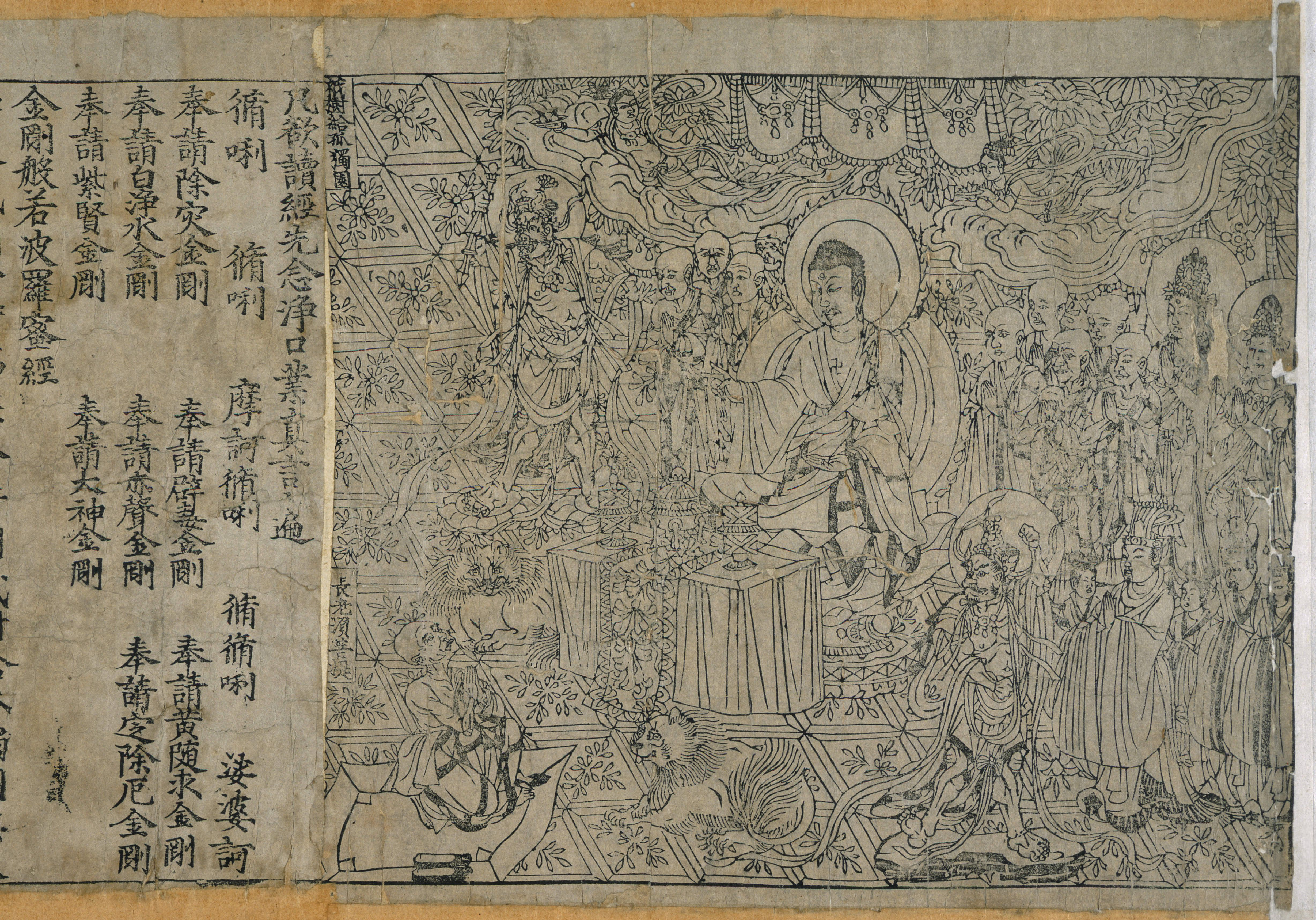
Sūtra du Diamant, 868, Dunhuang, province de Gansu (Chine).

On a retrouvé dans la tombe de Mawangdui, IIe siècle av. J.-C., dynastie Han, à Changsha, un tissu avec des motifs répétés par impression, auxquels sont ajoutés manuellement des dessins en peinture.

#### Xylographie
La xylographie a été pratiquée dès le VIIe siècle en Chine. Les plus anciens xylographes ont été découverts :
- en Chine, en 642 : une peinture datée de cette année-là dans la grotte no 220, des grottes de Mogao, à 15 km au sud-est de Dunhuang, représente des fidèles regardant avec des lampes, sept images similaires aux impressions trouvées dans la grotte no 17, datées de la seconde moitié du VIIe siècle, imprimées en xylographie à l'encre sur papier. Elles représentent un bouddha portant un bol dans ses mains, faisant penser au bouddha de la médecine, Bhaisajyaguru, mais pouvant également être Shākyamuni. Entre 650 et 670 : un exemplaire du Dharani sutra, découvert en 1974 à Xi’an, la capitale de la dynastie Tang, au Shaanxi[1]. Un second daté de 690 à 699 reproduit le Snddharma pundarik[1] ;
- en Corée, entre 704 et 751 : le Dharani sutra de la lumière pure, de 63 × 8 cm, découvert en 1966, au temple de Bulguksa, à Kyongju[2] ;
- au Japon, entre 764 et 770 : une autre version du Dharani sutra, imprimé en chinois à un million d’exemplaires, de généralement 6 × 45 cm, avec d’autres prières et scellé dans de petits stûpa en bois par l’impératrice Kōken, appelé aussi Hyakumantō Darani. Plusieurs centaines de ces petits documents nous sont parvenus ;
- en Chine :
  - au IXe siècle : Wang Jie imprime le Sūtra du Diamant, rouleau de cinq mètres daté de 868, livre sacré bouddhique illustré, trouvé en 1907 dans les grottes de Mogao et conservé à Londres (British Library)[3]. Le colophon précise que l'ouvrage a été réalisé « pour libre distribution universelle par Wang Jie le treizième jour de la quatrième lune de la neuvième année de l'ère de Xiantong » (soit le 11 mai 868)[4],
  - au Xe siècle : impression xylographique polychrome sur un thème bouddhiste, dans la province du Shaanxi,
  - Wu Zhaoyi (en), pendant la période des Cinq Dynasties et des Dix Royaumes (907-960), un des pionniers de l'impression privée de livres. avec des ouvrages tels que Wen Xuan (文选), Chuxueji (zh) (初学记), Bai shi liu tie (zh) (白氏六帖)[5],
  - au XIe siècle: sous la dynastie Song du Nord, sont imprimés les billets de banque, appelés jiaozi, les plus anciens connus. La plus ancienne publicité, imprimée à partir d'une plaque de bronze, date également de cette dynastie,
  - à partir de 1150 : des billets de banque sont imprimés par la dynastie Jin qui contrôle le nord-est de la Chine. À partir de 1200, Gengis Khan commence ses raids sur la dynastie Jin et les Mongols empruntent les techniques chinoises,
  - dans la Dynastie des Xia occidentaux (ou empire tangoute, 1032-1227, également détruit par Gengis Khan), l'impression en bois était utilisé pour l'écriture tangoute. On en a retrouvé différents exemplaires à Tourfan, Dunhuang et Kara-Khoto[6],
  - au XIIIe siècle : Chabi, épouse de Kubilai Khan, empereur mongol de la dynastie Yuan, gouvernant la Chine depuis Pékin, favorise l'imprimerie en tibétain[7] ;
- empires turcs :
  - l'empire ouïghour (alors principalement manichéen, mais aussi chrétien (nestorien), déplacé à Tourfan au Xe siècle imprimait. On a retrouvé des mots mobiles, dont on a retrouvé certains exemplaires à Dunhuang, mais il n'est pas facile de déterminer lorsqu'un imprimé utilise ces caractères mobiles ou des plaques de bois[8],
  - dans les autres empires turcs, au Xe siècle, gouvernant des étendues allant du Pacifique jusqu'au Nil, dont certaines gouvernaient en Chine (durant 3 brèves dynasties, allant de 923 à 951, originaires de Hami), à Bagdad ou encore au Caire. On retrouve des impressions datant de ces empires à Tourfan et en Égypte au Xe siècle, à l'époque des xylographies de Fêng Tao, de Dunhuang. Les numéros des pages inscrites en petit en Chinois dans ces cas, comme dans le cas des écrits de ces époques en sanskrit indiquent une probable origine chinoise[8] ;
- empires mongols et expansion vers l'Europe :
  - Gengis Khan a fait adapter le vieux ouïghour, par Tata Tonga (ou toto) à la langue mongole. L'empire ouïghour devient un important allié des Mongols comptant pour un nombre important de leur troupes. Leurs techniques d'impression, ainsi que celles des chinois sont ainsi connues. Les sceaux de différents empereurs mongols, gravés par des chinois sont imprimés sur 2 rouleaux vers l'Europe de l'Ouest au XIIIe siècle une lettre de Guyuk envoyée à Innocent IV en 1246, conservée aujourd'hui au Vatican et une lettre envoyée par Arghoun à Philippe IV le Bel en 1289, conservée aux archives nationales à Paris.

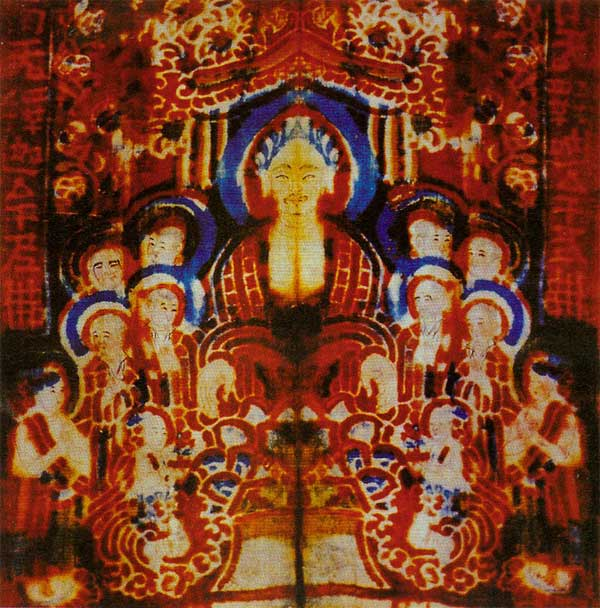
Impression polychrome, Xe siècle (Chine).
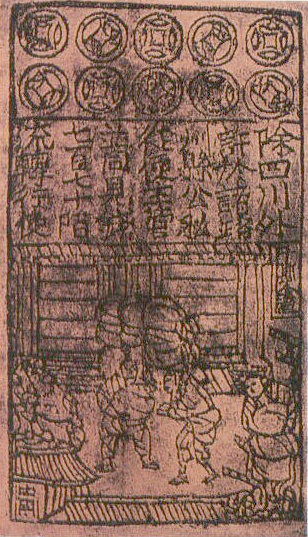
Billet de banque, dynastie Song (Chine).
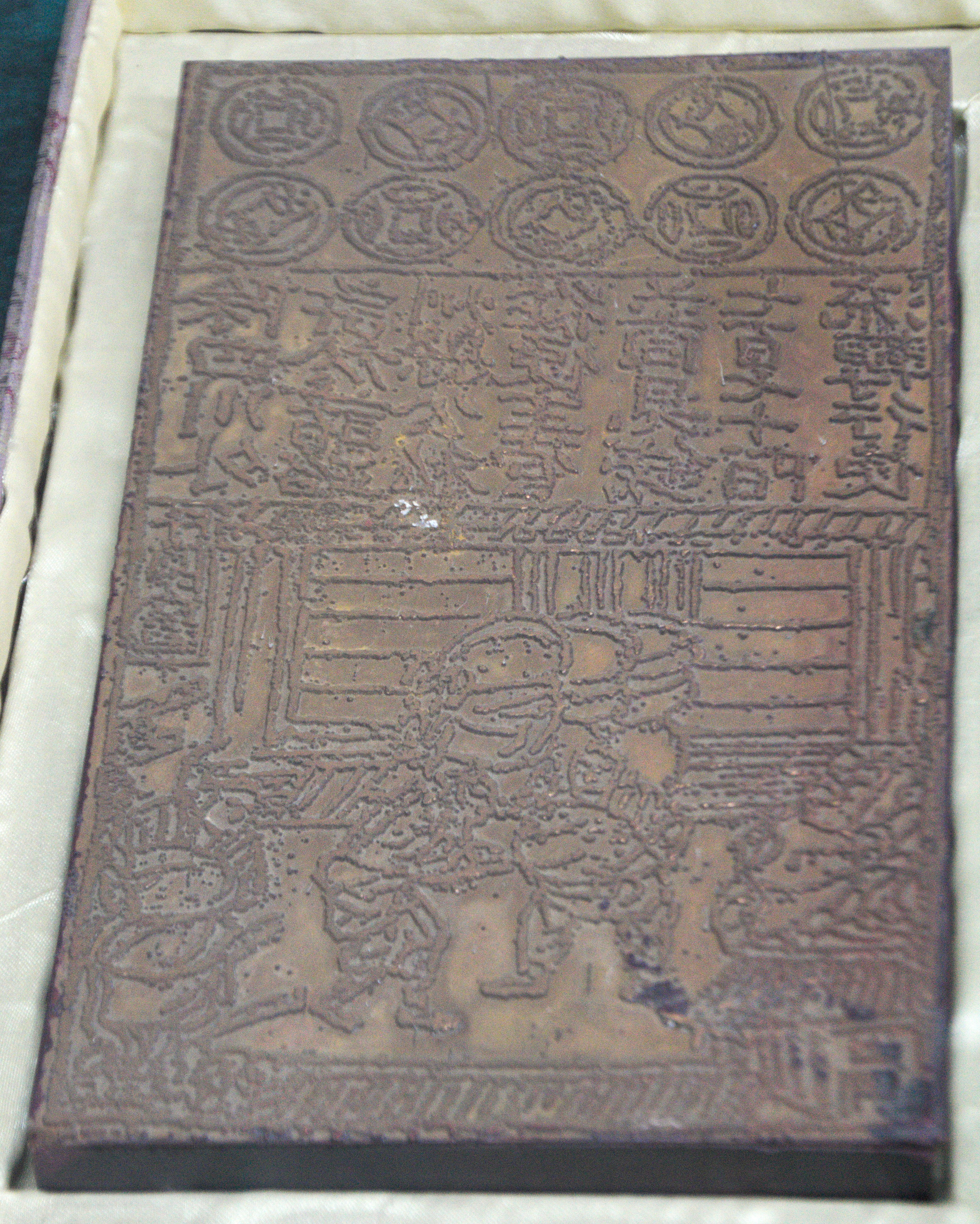
Matrice d'impression de billet de banque de la dynastie Song du Nord (960-1127).
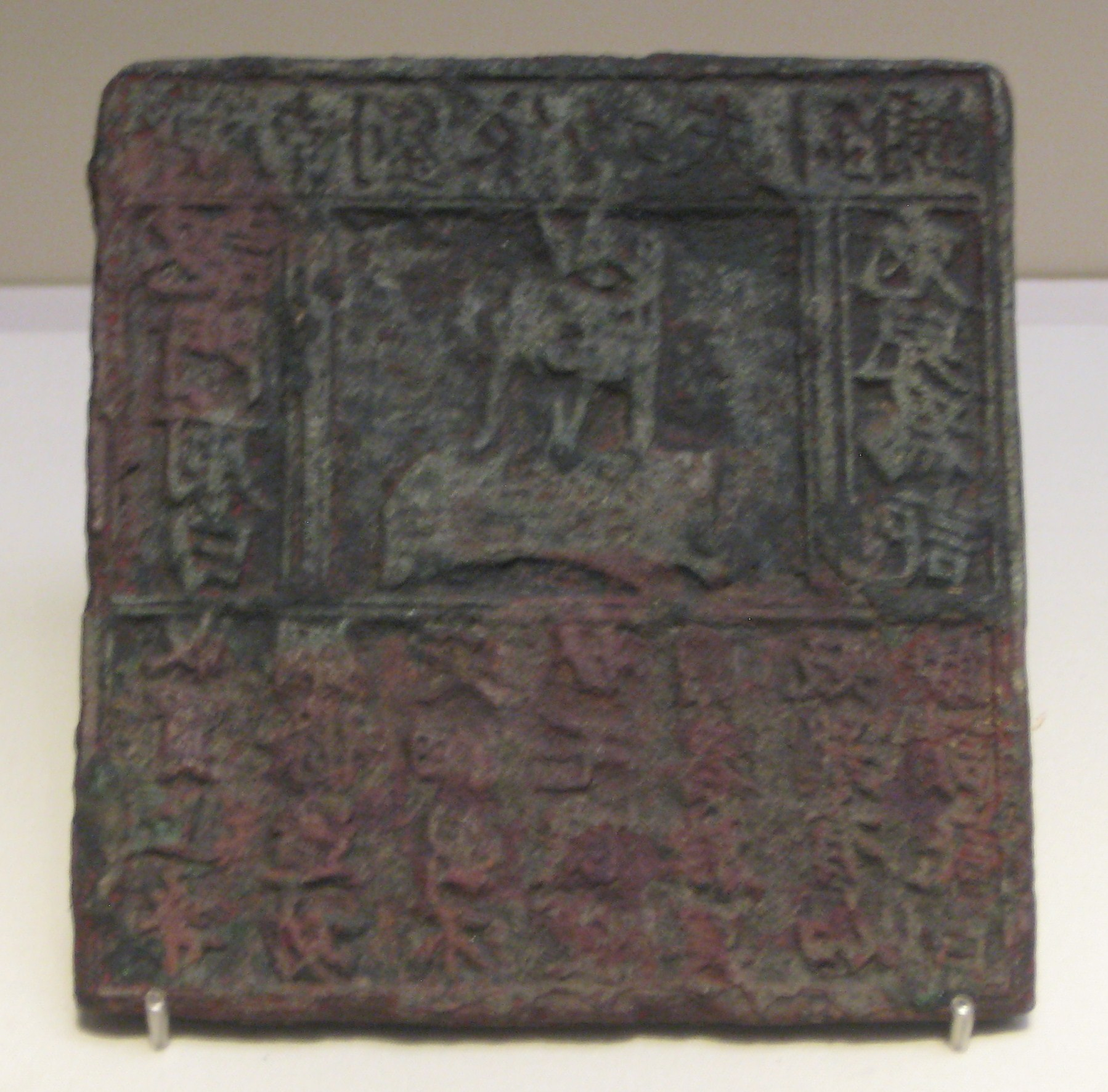
Matrice en bronze d'une publicité, dynastie Song du Nord (Chine).
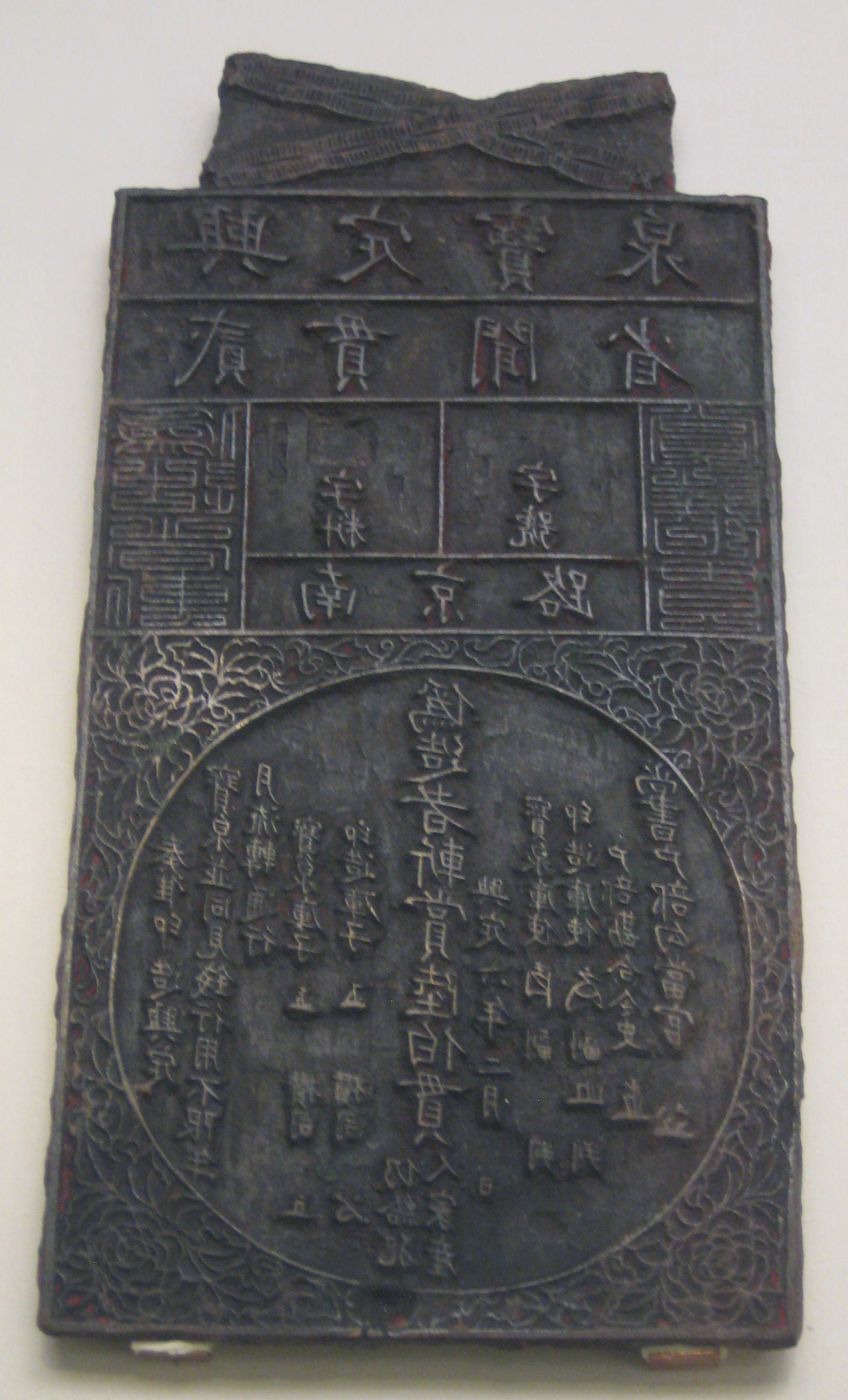
Matrice en bronze d'un billet de banque, dynastie Jin (Chine).
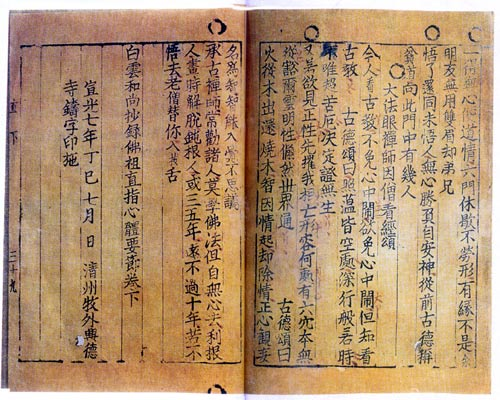
Jikji, 1377 (Corée).
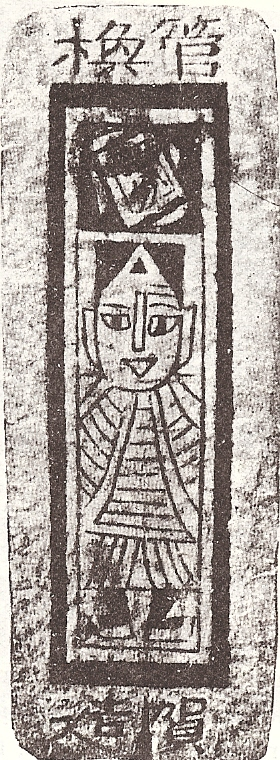
Carte à jouer imprimée, dynastie Ming (Chine).
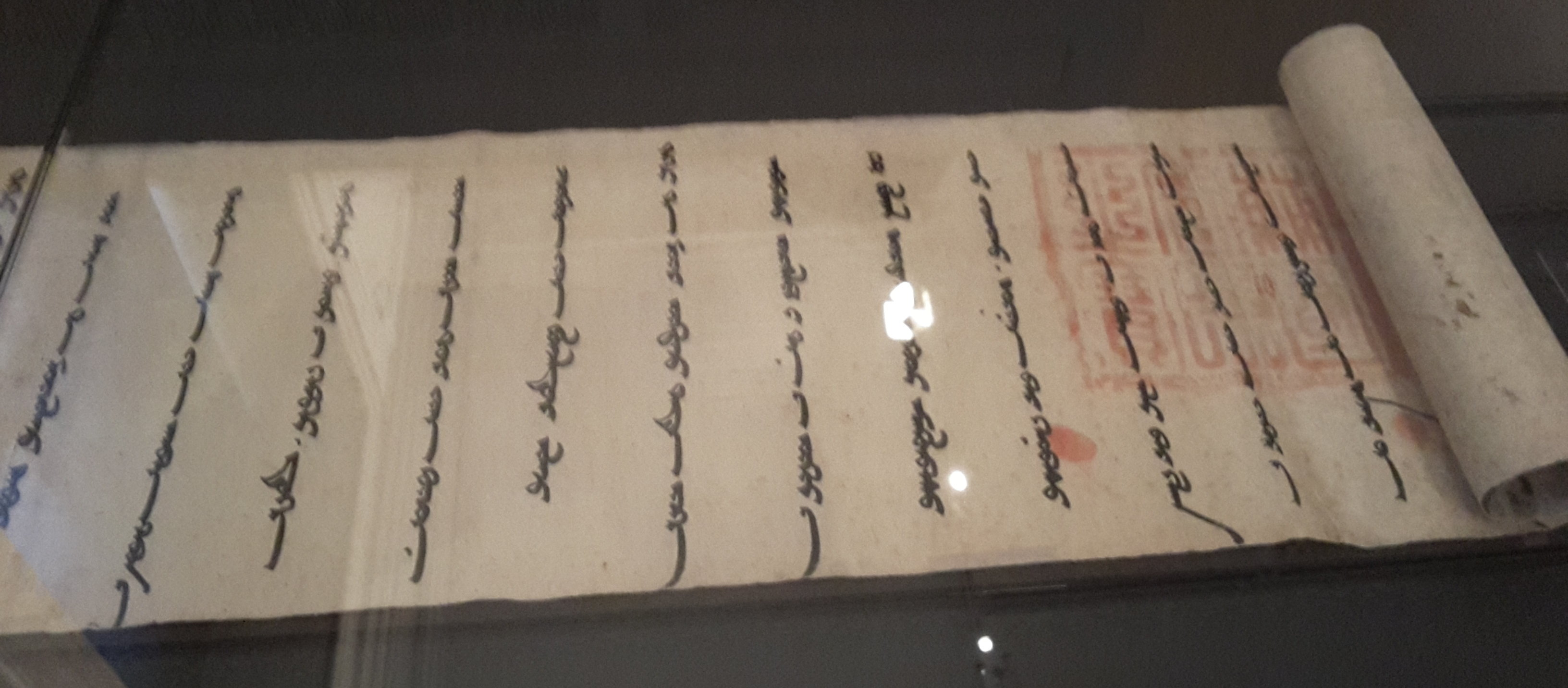
Lettre en mongol envoyée par Arghoun depuis la Perse au roi de France, Philippe le Bel en 1289. Le cachet imprimé sur le rouleau est en chinois.

#### Impression manuelle

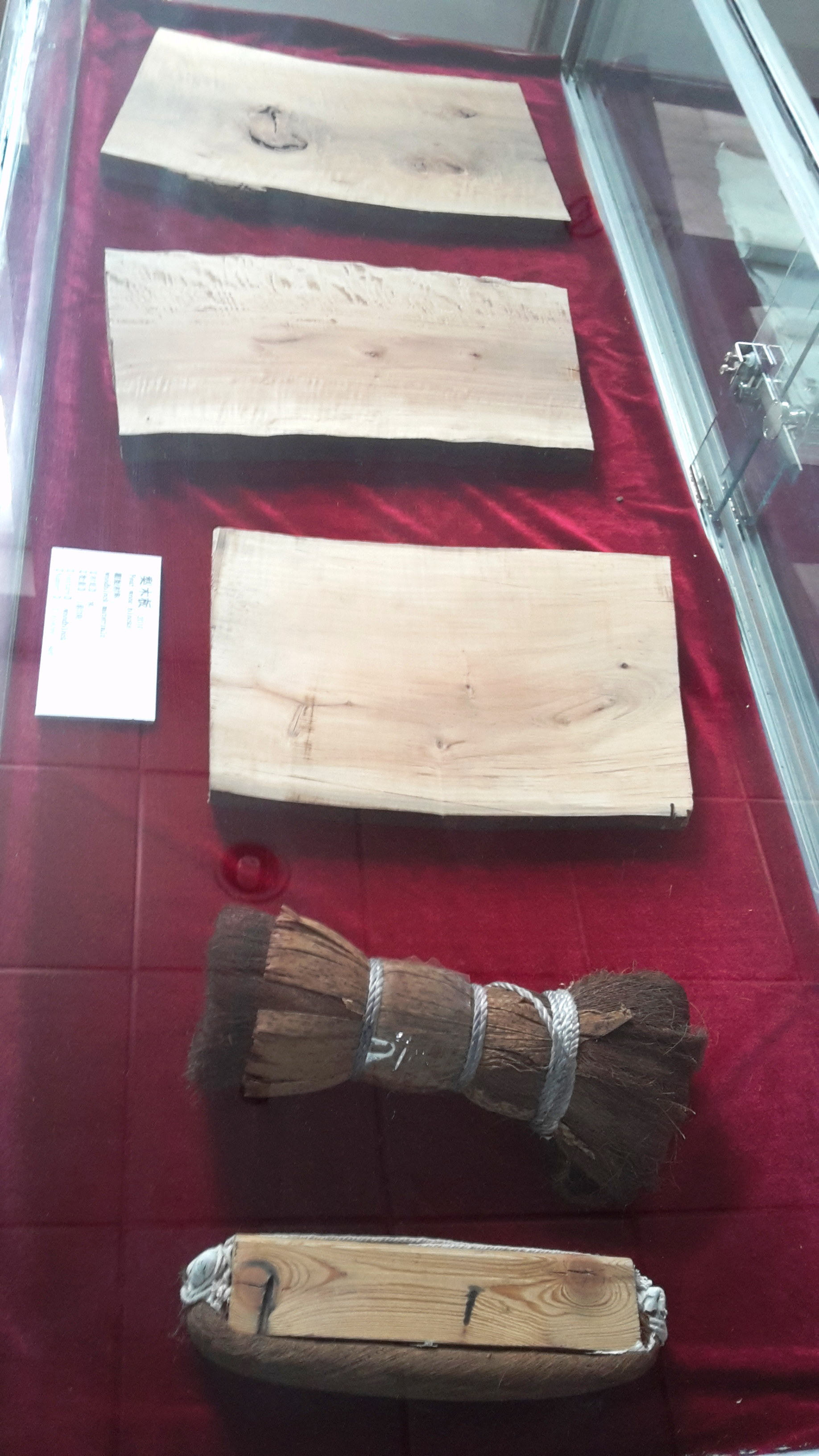
Plaque en poirier (en haut) pour la xylographie traditionnelle, brosse à encrer et frotton pour l'impression au Musée de l'imprimerie de Chine.

Les presses mécaniques n'étaient pas utilisées avant l'importation de presses européennes : l'impression se fait manuellement, la matrice gravée est enduite d'encre à l'aide d'une brosse ressemblant à un gros blaireau, en Chine. La page est ensuite imprimée manuellement, en frottant le verso de chaque feuille avec l'outil approprié :
- en Chine, on utilise une sorte de petite poutre en bois, entourée de tissu et poussée le long de la feuille, permettant une poussée relativement égale sur toute la largeur. Ce procédé est encore utilisé au XXe siècle dans les manufactures de livres ;
- au Japon, on utilise le baren, un disque plat, avec une poignée tressée, fait traditionnellement de feuilles de bambou (aujourd’hui de plastique), permettant une pression relativement homogène. Ce procédé est encore utilisé dans les estampes artisanales.

#### Caractères mobiles
Les Chinois ont été les premiers à utiliser les caractères mobiles, au XIe siècle. Cette technique leur permit de conserver fidèlement les traditions culturelles en accélérant les procédés de mise en page des textes par la réutilisation des caractères, plutôt que de graver toute une planche à chaque page. L'inventeur chinois, Bi Sheng, employa dès 1040 des caractères mobiles en terre cuite.
On a retrouvé, sur le Xiang de Xinhua (新华乡), municipalité de Wuwei dans la province du Gansu, un document de la dynastie des Xia occidentaux, imprimé en caractères mobiles en argile datant du milieu du XIIe siècle.
On a retrouvé dans les grottes de Mogao, également dans le Gansu, des caractères mobiles en bois utilisés pour l'alphabet ouïghour datant du XIIe au XIIIe siècle. Ce sont les plus anciens exemplaires de caractères mobiles jamais découverts.
Les caractères mobiles en métal ont vu le jour en Corée vers 1234, inventés par Choe Yun-ui. Le plus ancien exemplaire encore existant de livre imprimé à partir de caractères mobiles métalliques date de 1377 (donnée dans le colophon. Il s’agit du Jikji, traité sur le bouddhisme dont le second volume (le premier volume a été perdu) est conservé à la Bibliothèque nationale de France.
En 1467, la technique commence à devenir plus usuelle, on l'utilise pour éditer un roman, 剪燈餘話/剪灯余话 (Jian Deng Yu Hua), écrit quelques années plus tôt par Li Changqi (李昌祺, 1376-1452)[réf. souhaitée]. Elle reste cependant trop coûteuse en raison du nombre d'idéogrammes, les imprimeurs privilégiant les tablettes xylographiques.
À la suite de leur tentative d'invasion de la Corée, les Japonais découvrent les techniques d'impression par caractères mobiles. Plusieurs entreprises d'édition voient alors le jour dans l'archipel nippon. Dans le même temps, les missionnaires jésuites impriment eux aussi divers livres en japonais et les diffusent depuis Nagasaki et Amakusa, principalement à caractère religieux, mais aussi quelques œuvres littéraires comme les fables d'Ésope. Les Japonais reviennent cependant à la xylographie, abandonnant ainsi les caractères mobiles, vers le milieu du XVIIe siècle et ce pendant deux siècles.

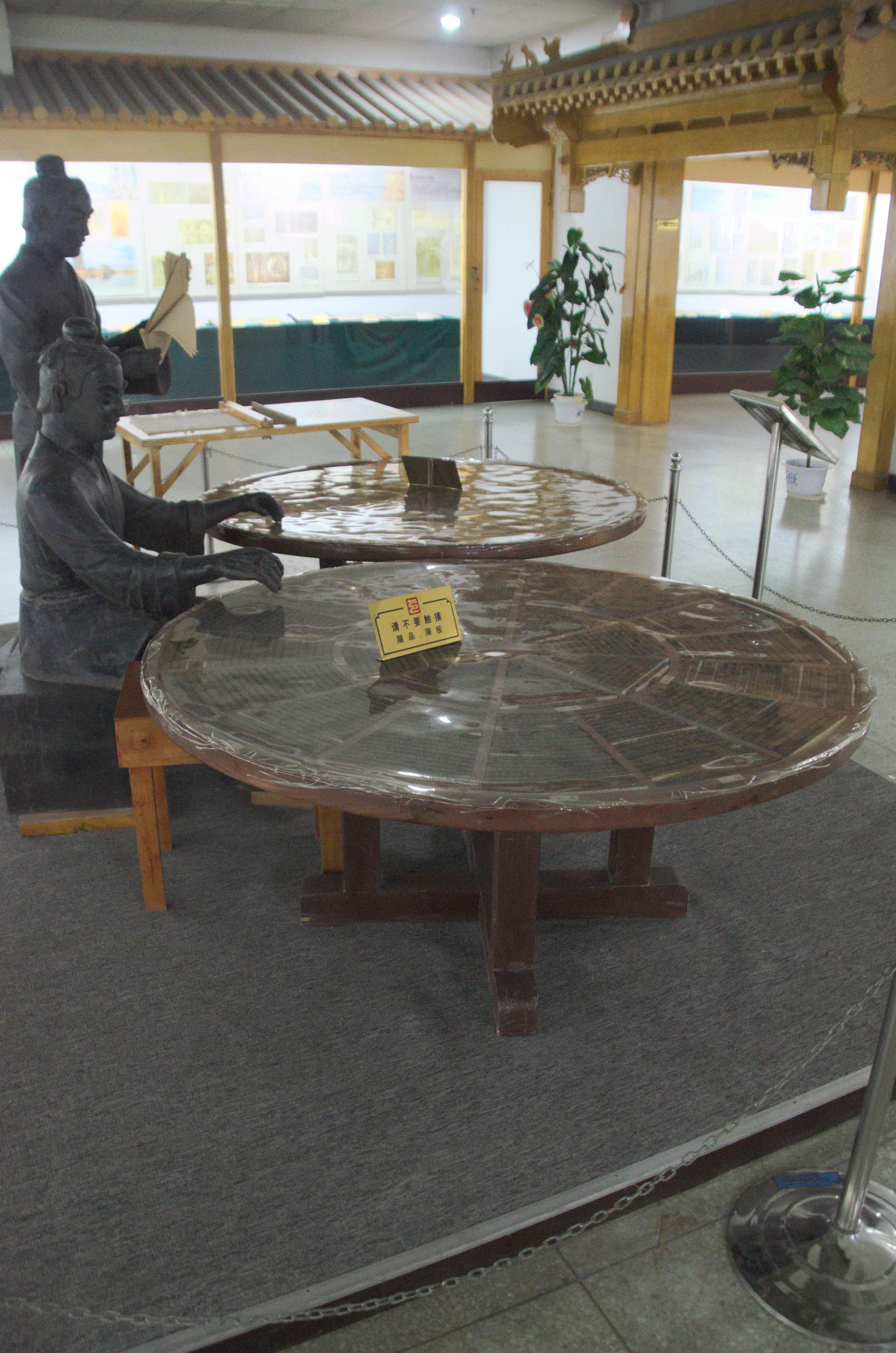
Reconstitution de la création de Bi Sheng du XIe siècle au Musée de l'imprimerie de Chine.
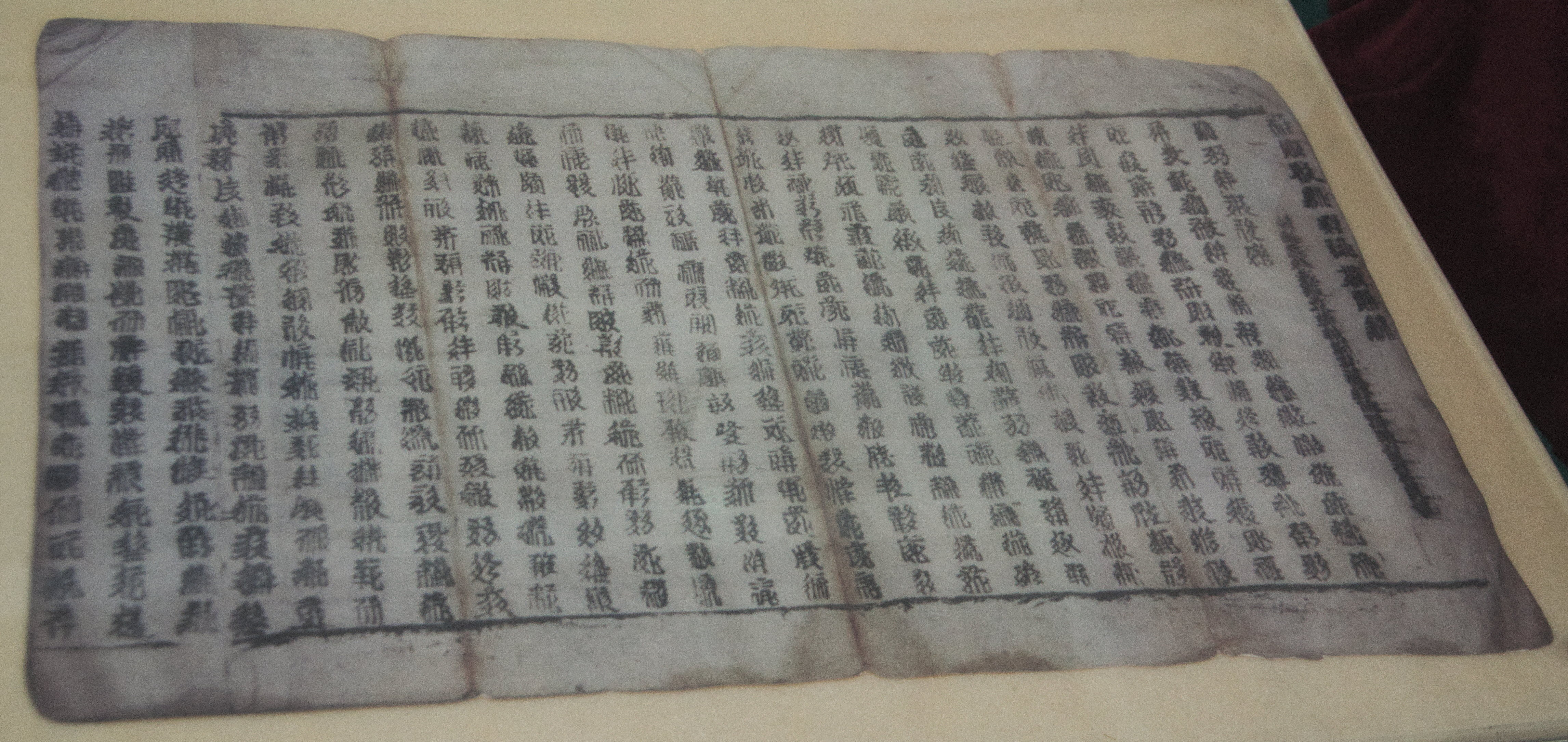
Impression en caractères mobiles en argile, dynastie des Xia occidentaux (milieu du XIIe siècle).
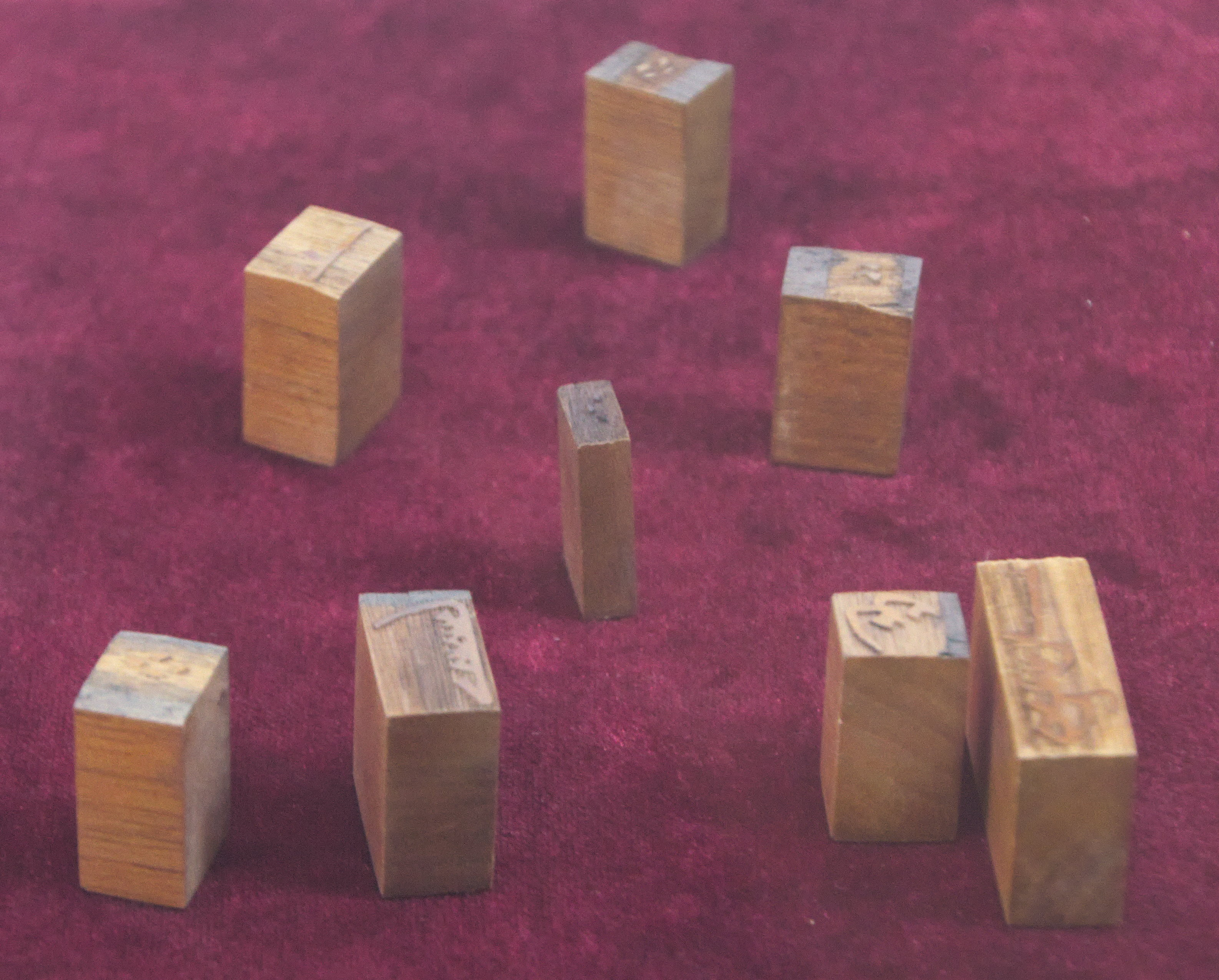
Caractères mobiles en bois en alphabet ouïghour datant du XIIe siècle au XIIIe siècle, les plus anciens exemplaires de caractères mobiles jamais découverts.
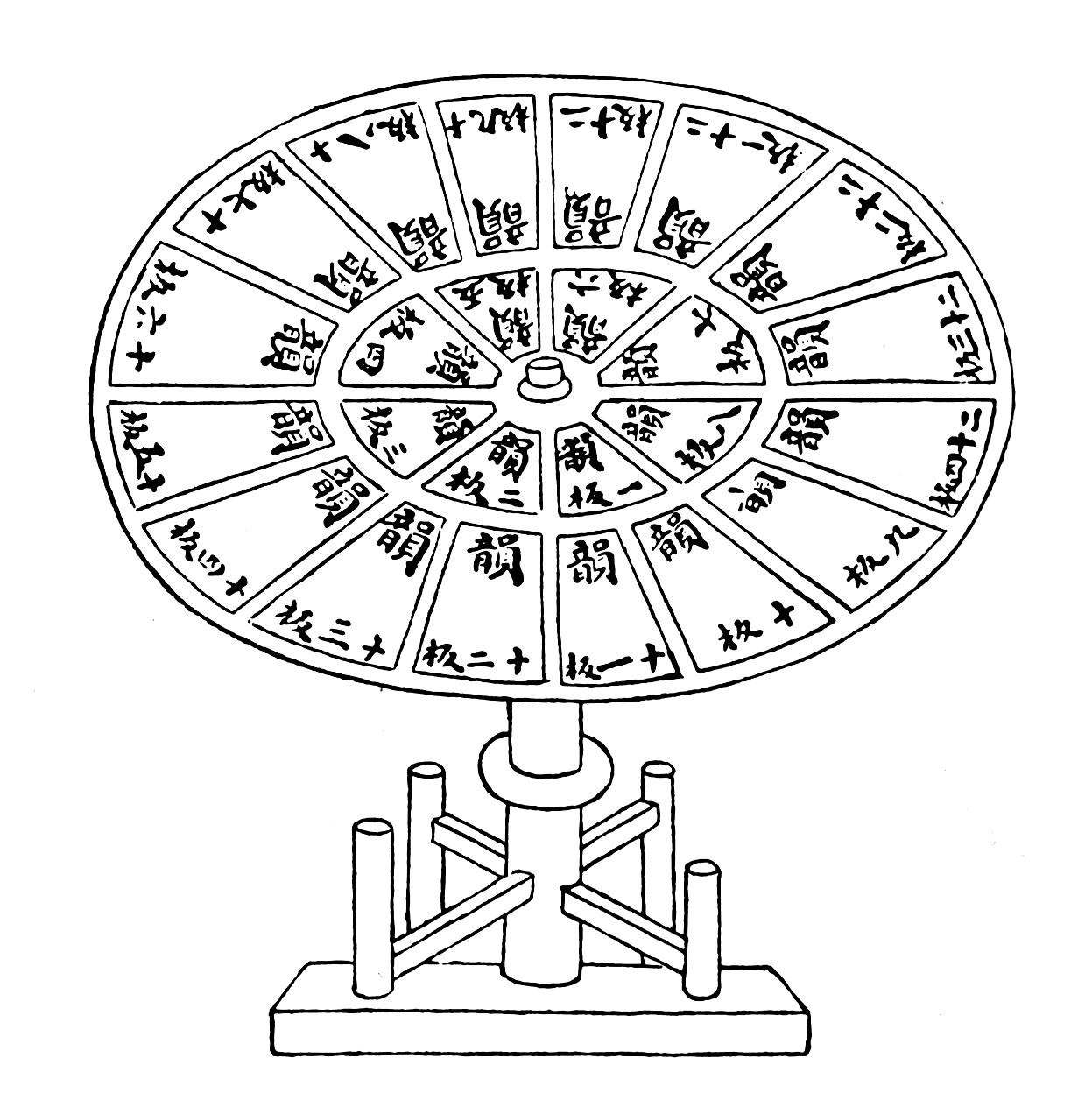
Système de caractères mobiles du Livre d'agriculture de Wang Zhen (1313).
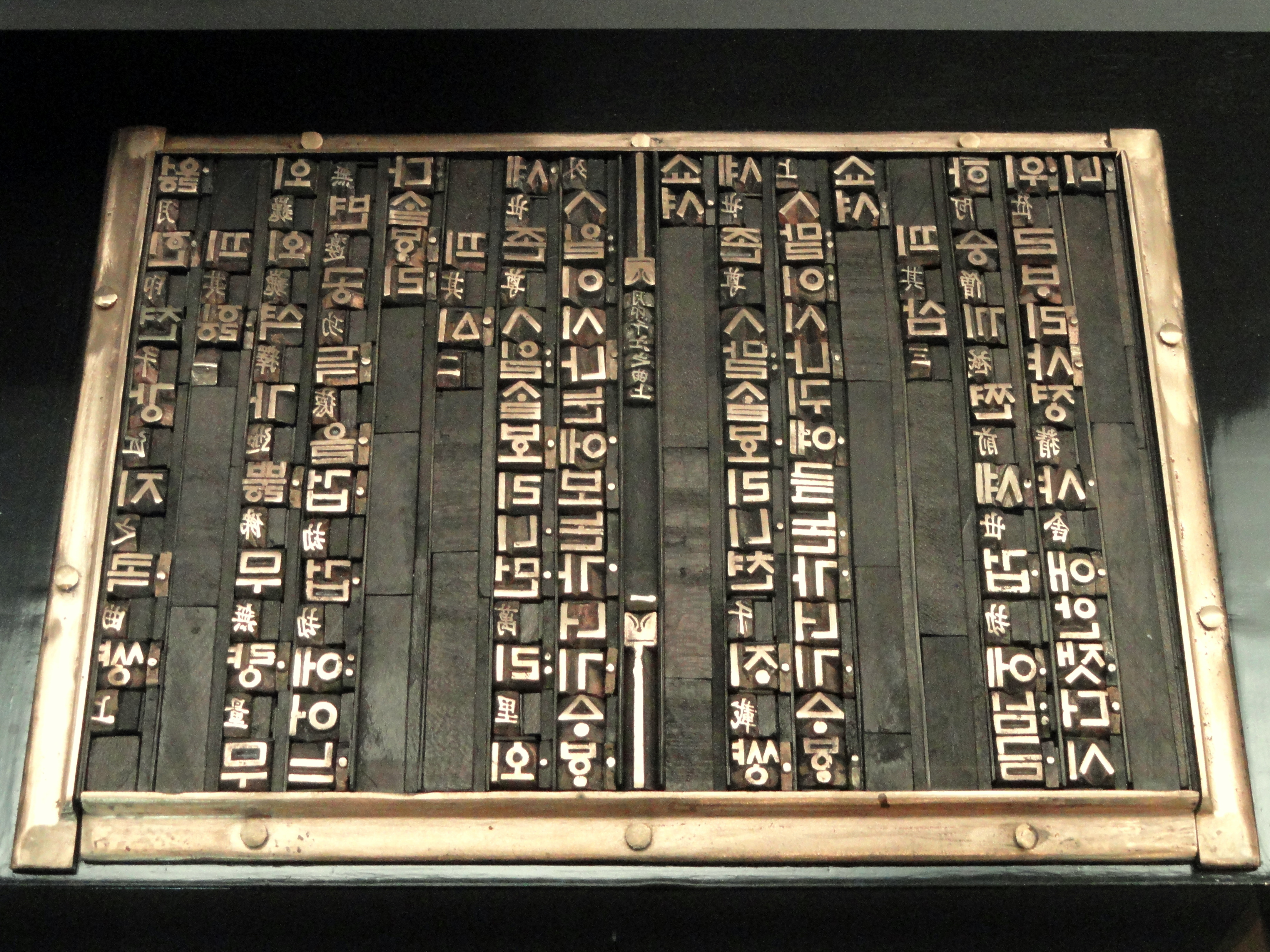
Cheon gang ji gok, caractères mobiles en bronze (1447).

L'invention des caractères mobiles influence la forme des écritures : des polices dites d'imprimerie pour les écritures précédemment existantes, voire des écritures entièrement nouvelles, sont mises au point pour que chaque caractère entre dans le cadre d'une forme mobile de forme constante (exemples ci-dessous)[réf. souhaitée].

#### Expansion vers l'ouest avec les Mongols

Impression de la dynastie Yuan en caractères hanzi (Han) et 'phags-pa (mongols).

En 1207, les Mongols, dirigés par Gengis Khan, transportent et utilisent du matériel d'imprimerie xylographique lors de leurs conquêtes.
En 1269, en Chine, sous le règne de Kubilai Khan de la dynastie Yuan (mongole), celui-ci demande au gouverneur du Tibet, Drogön Chögyal Phagpa, qu'il a mis en place, de lui créer l'écriture phags-pa carrée, s'inspirant de l'écriture tibétaine elle-même dérivée de l'écriture indienne brahmi. Jusque-là, les Mongols utilisaient une écriture dérivée de l'alphabet syriaque, introduite par l'écriture ouïghoure, ligaturée. Cette nouvelle écriture permet alors de diviser en blocs carrés la langue mongole et de l'adapter aux caractères mobiles. Les Coréens suivront peu de temps après en passant des caractères han à une version simplifiée des caractères phags-pa, l'écriture hangeul.
Entre 1274 et 1291, le voyageur italien Marco Polo séjourne pendant dix-sept ans à la cour de Kubilai Khan. Il y apprend la culture et les techniques chinoises et mongoles.
En 1294, Mahmud Ghazan Khan, gouverneur mongol en Perse, fait imprimer en xylographie, à Tabriz, des sortes de billets de banque où figure en haut le caractère chinois 钞 (chāo, signifiant « billet »).
Les Mongols utilisaient la xylographie notamment pour des édits, mais les traces de ces documents sont rares. Ils utilisent notamment l'écriture phags-pa carrée, reprenant en cela les principes de l'écriture chinoise.
En 1313, en Chine, Wang Zhen décrit dans son Livre de l'agriculture un système de caractères mobiles en bois, utilisant une roue.
Au Tibet, alors sous administration de l'Empire mongol, une des plus anciennes impressions xylographiques connues est le « Theg mchog mdzod » de Longchen Rabjampa  Wylie : Klong-chen Rab-ʼbyams-pa, 1308 - 1363).

### Dans le monde musulman

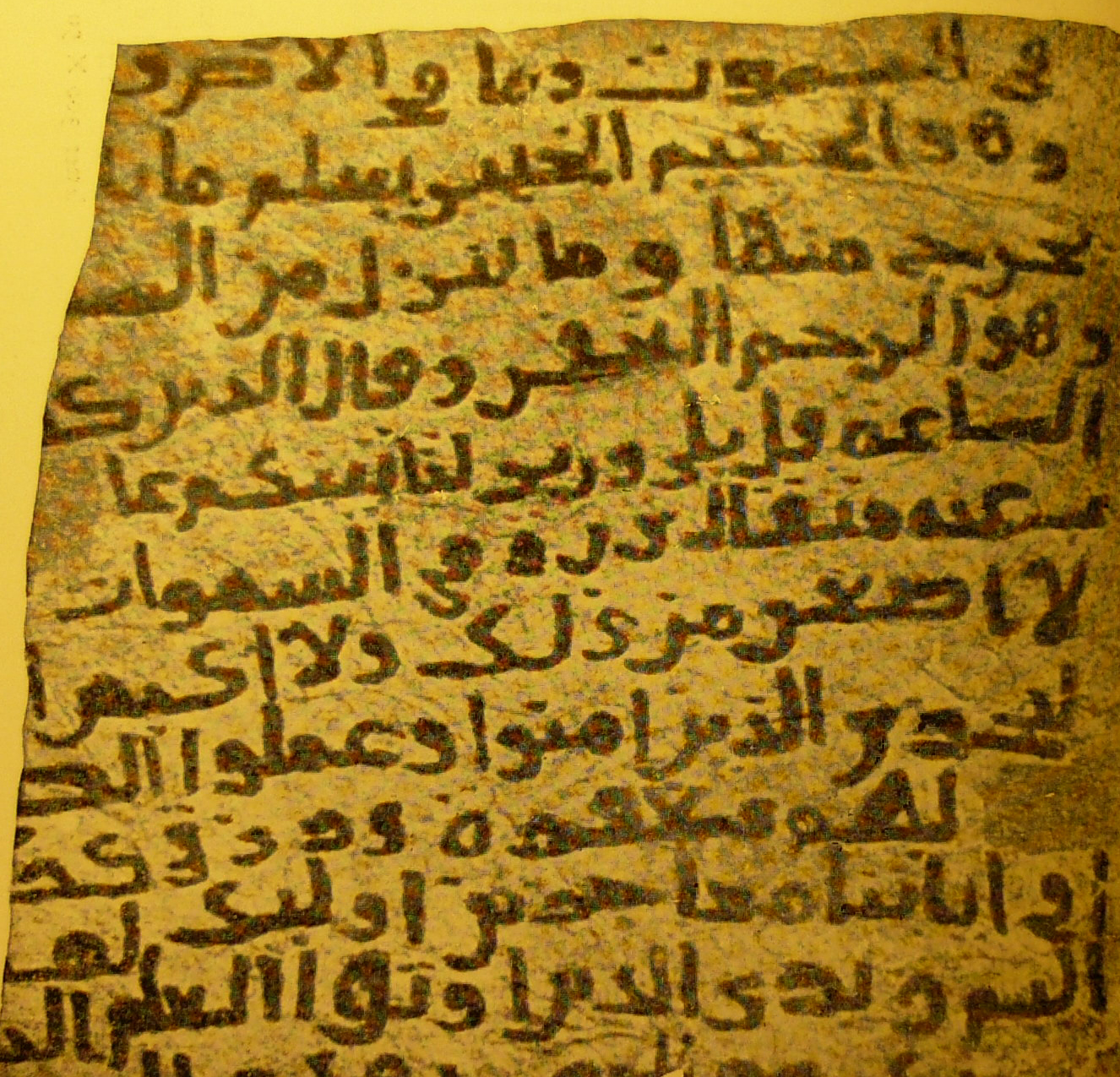
Impression xylographique du Coran (Égypte), Xe siècle.

Des impressions datant de 900 à 1350 ont été découvertes par des archéologues en 1880, au Médinet el-Fayoum, en Égypte,.
Les impressions arabes du Xe siècle sont appelées ṭarsh. Ce sont des extraits du Coran, des noms de Dieu et qui servent majoritairement d'amulettes. Il existe deux pages de texte, l'une conservée à la bibliothèque de l'Université Columbia et l'autre dans la Medina Collection de New York.
Dans l'Empire ottoman, dès 1485, le sultan Bajazed II interdit l'usage de la presse à imprimer. En 1515, un second décret du sultan Selim Ier punit de mort toute personne utilisant une presse. L'imprimerie sera réintroduite en 1727 par le chrétien converti Ibrahim Müteferrika, d'origine hongroise, mais sera de nouveau interdite en 1745 jusqu'en 1795,. Le premier journal ne sera publié qu'en 1824. Le Coran restera toutefois interdit d'impression durant encore plusieurs dizaines d'années, ce qui contribuera à maintenir vivant un artisanat du manuscrit jusqu'au XXe siècle.
Toutefois, l'imprimerie en caractères arabes, longtemps interdite dans le monde musulman au motif que ces caractères sont sacrés, est pratiquée en Europe dès le XVIIe siècle. Le sultan Murad III permet l'importation et la vente de ces livres non religieux en caractères arabes.

### En Europe

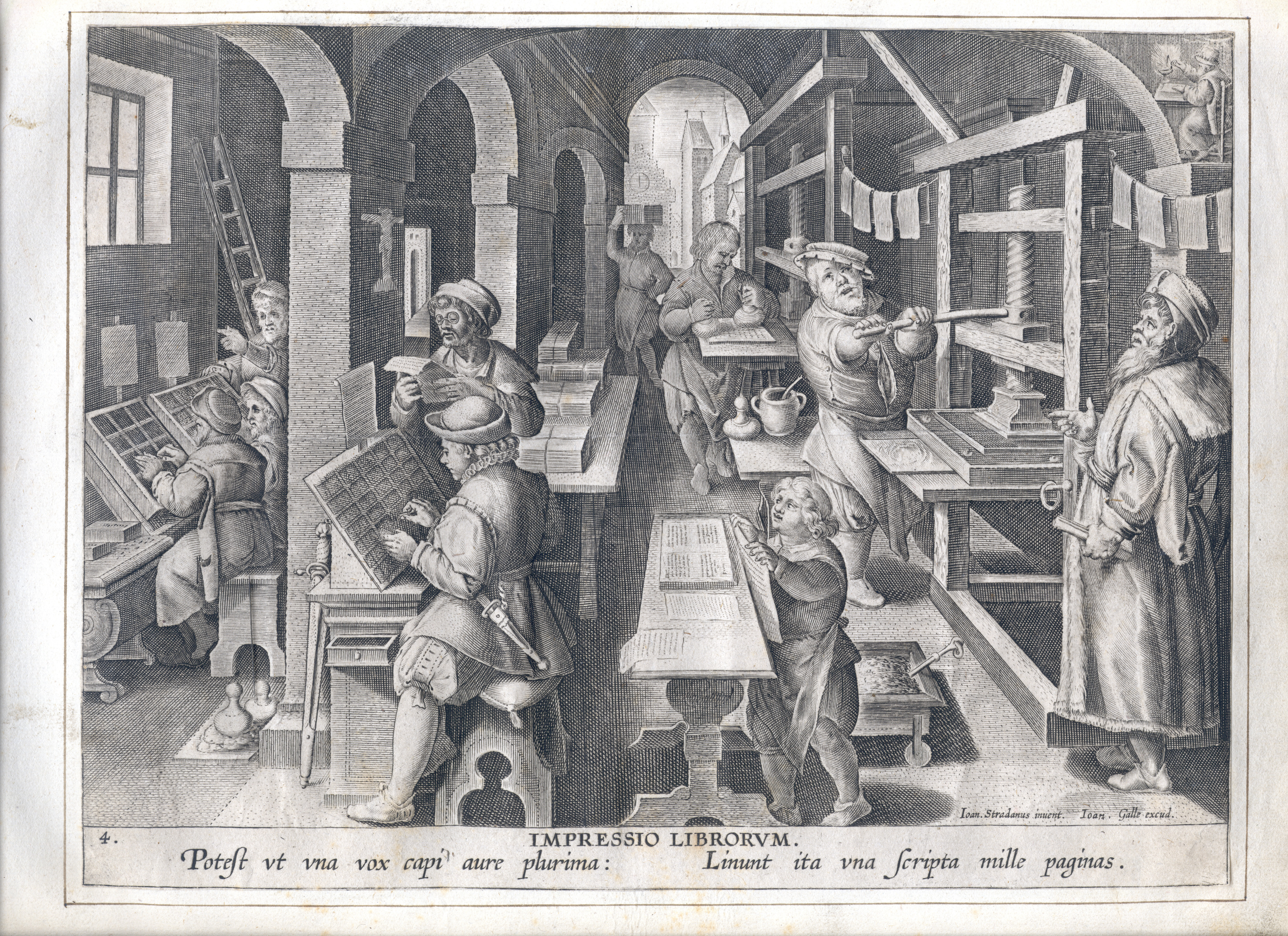
Gravure de Jan van der Straet, représentant un atelier d'impression au XVIe siècle, collection Musée Plantin-Moretus.

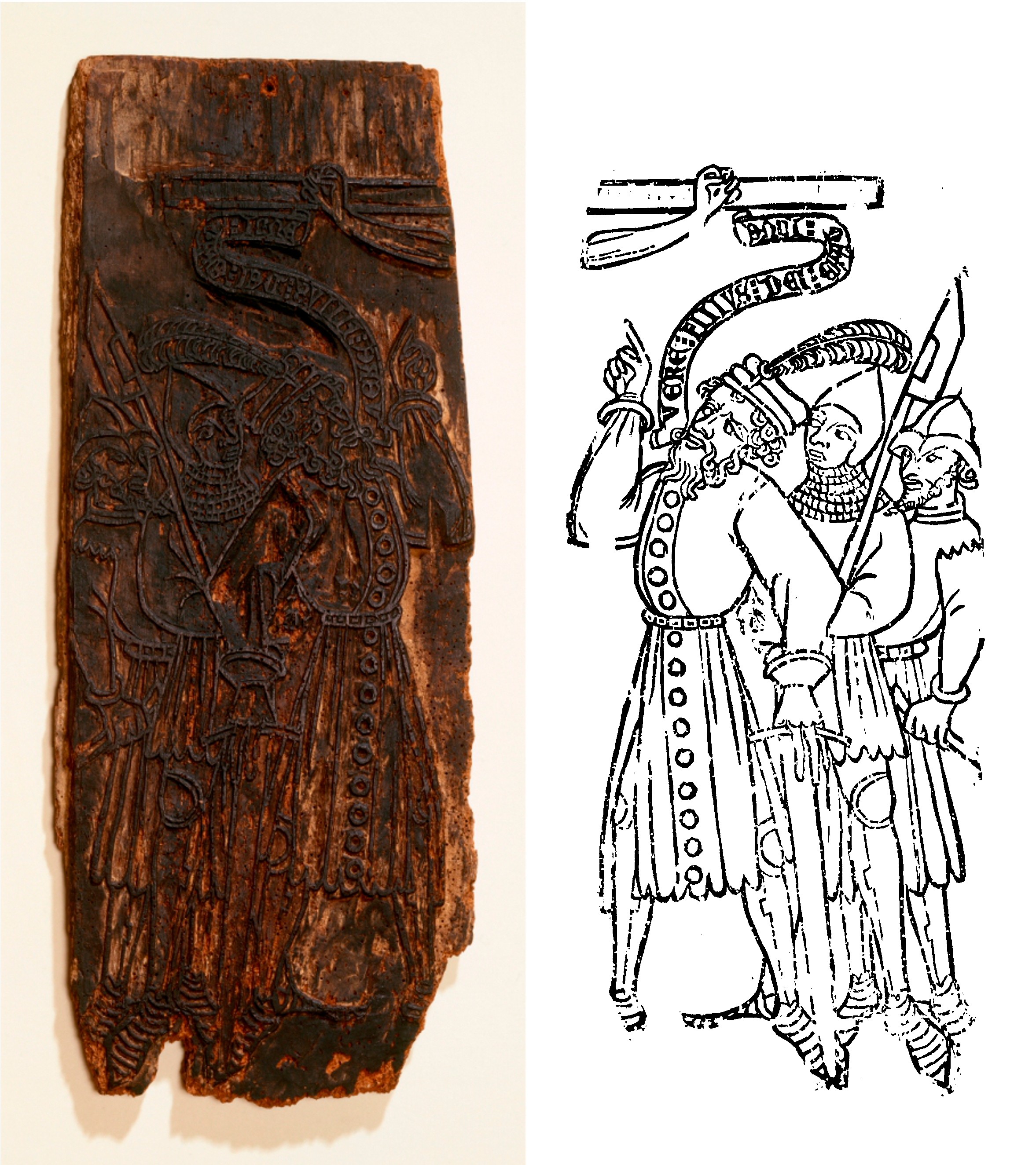
Le bois Protat (matrice et épreuve), la plus ancienne xylogravure trouvée en France (1370 à 1450).

Diffusion de l'imprimerie en Europe au XVe siècle.

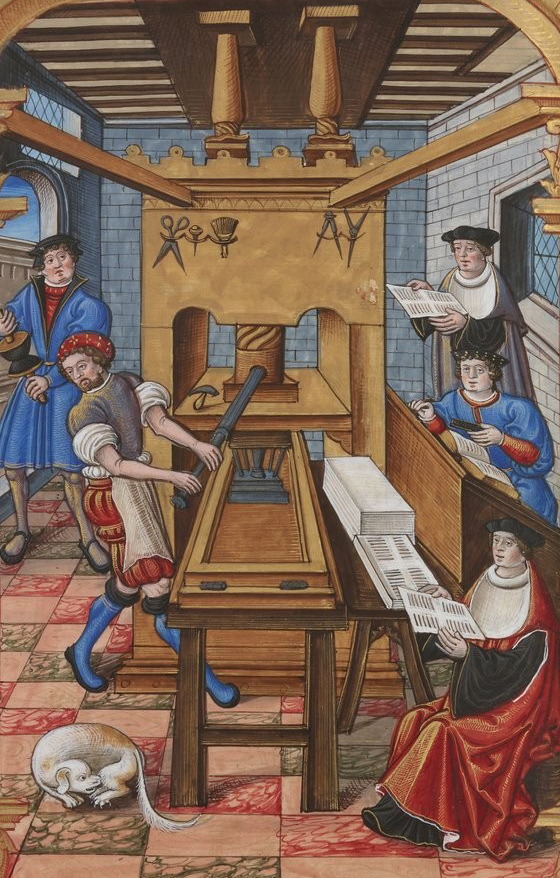
Imprimerie du XVe siècle, Chants royaux sur la Conception couronnés au Puy de Rouen, BnF, vers 1530.

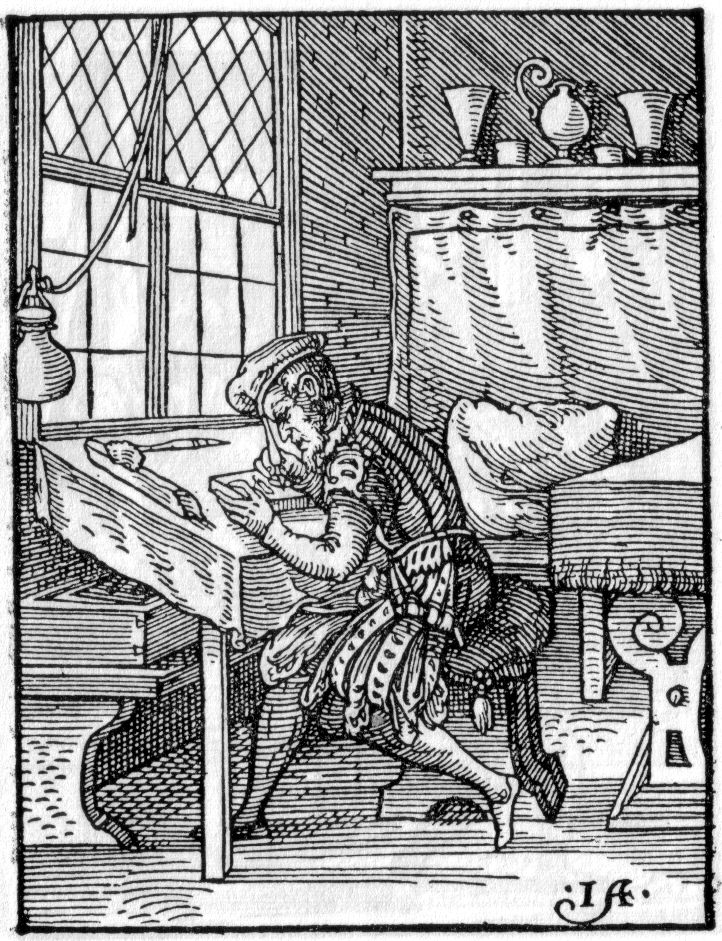
Xylographe (graveur sur bois), Jost Amman, gravure sur bois.

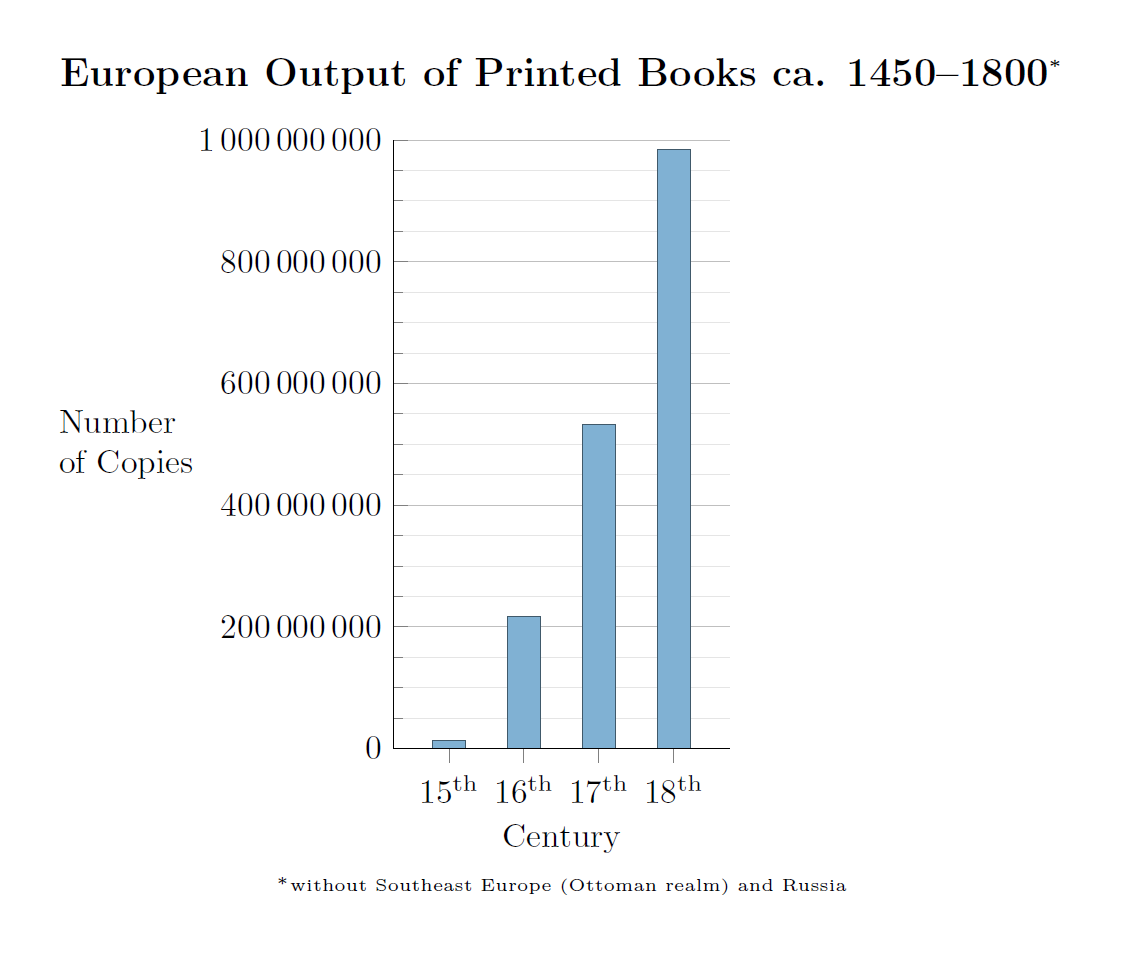
Production des livres imprimés en Europe entre 1450 et 1800.

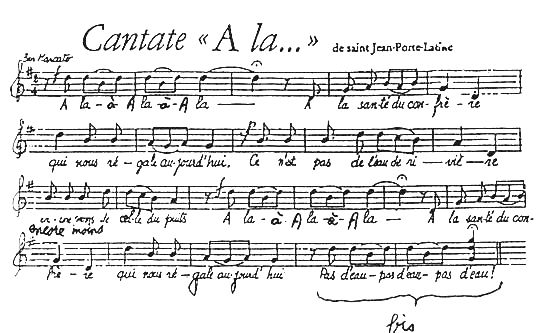
Cantate des imprimeurs.

Le développement de l'imprimerie n'a pu se faire qu'à la faveur de deux conditions préalables. La première est le remplacement du volumen par le codex pour la fabrication des livres, transformation majeure qui s'est faite entre le Ier et le IVe siècle. La seconde est le remplacement du parchemin par le papier, beaucoup plus souple et plus économique. Le procédé de fabrication du papier se répand en Europe en empruntant le chemin de la route de la soie, de l’Extrême-Orient en passant par le Bassin méditerranéen et se retrouve en production dès 1056, à Xàtiva, dans la région de Valence, en Espagne. C'est un facteur essentiel dans le développement de l'imprimerie.
La plus ancienne xylographie occidentale connue est la matrice dite bois Protat, du nom de son premier propriétaire, l'imprimeur mâconnais Jules Protat, qui en fit l'acquisition après sa découverte, en 1899, près de l'abbaye de La Ferté (Saône-et-Loire). Il est conservé depuis 2001 au département des Estampes et de la Photographie de la Bibliothèque nationale de France. Il s'agit d'un bois gravé datant d'environ 1370 à 1450.
Dès 1444, Procopius Waldvogel (en), un orfèvre originaire de Prague installé à Avignon, connaissait l'art d'écrire artificiellement et il s'était associé à cinq personnages pour le leur apprendre, il disposait d'un matériel métallographique, comparable a celui utilisé en typographie. En 1446, Davin de Caderousse, un juif d’Avignon demandait à Waldfogel des caractères hébraïques et c'est avec des impressions hébraïques que la typographie apparut en 1475 et 1496 dans plusieurs villes italiennes, portugaises, espagnoles, et au XVIe siècle, au Maroc, en Palestine et en Turquie.
À partir de 1448, Johannes Gensfleisch, né à Mayence qui a ajouté zum Gutenberg à son nom, travaille à mettre au point son procédé de l'impression. Financé par Johann Fust, il devra lui abandonner son invention en 1455, lorsqu'il sera incapable de lui rembourser son prêt. Fust s'associera à Peter Schoeffer pour faire fonctionner l'imprimerie. Gutenberg a mis au point un procédé qui fait usage de caractères mobiles en métal, donnant ainsi naissance à la typographie moderne, qui se distingue des procédés orientaux par la rationalisation et l'harmonisation des diverses techniques. Il introduit la presse à imprimer qui permet une impression uniforme et rapide.
Pour la fonte des caractères mobiles dans un moule, il met au point le plomb typographique, un alliage de plomb, d'étain et d'antimoine qui restera en usage jusqu'au XXe siècle. Il travaille aussi à la composition de l'encre typographique, une encre servant à l'impression, qu'il rend plus épaisse et mieux adaptée à la presse que l'encre de Chine, utilisée jusqu'alors en Extrême-Orient et au Moyen-Orient.
Le premier livre européen imprimé avec des caractères mobiles est la grammaire latine de Donatus, en 1451, à Mayence, par Gutenberg. La première édition latine de la Bible est celle dite de la « Bible à quarante-deux lignes » en 1453, aussi par Gutenberg. Victor Hugo élabore à son sujet une des premières analyses médiatiques de l'histoire, avec le chapitre « Ceci tuera cela », dans son roman, Notre-Dame de Paris.
Des presses s'installent rapidement dans les grandes villes d'Europe : Cologne (1464), Bâle (1466), Rome (1467), Venise (1469), Paris (1470), Ségovie (1471), Lyon (1473), Bruges (1474), Genève (1478), Londres (1480), Anvers (1481) et des centaines d'autres. En 1500, on comptait plus de 200 ateliers d'imprimerie dans la seule Allemagne. Les historiens estiment qu'il s'est imprimé vingt millions de livres en Europe dans les cinquante premières années qui ont suivi l'invention de Gutenberg, alors que la population était alors d'environ cent millions d'habitants. Les incunables et les incunables xylographiques sont les livres du début de l'ère Gutenberg, édités entre 1450 et 1500.
En France, le premier livre est imprimé en 1470, à Paris, au collège de la Sorbonne, grâce à Jean Heynlin et Guillaume Fichet. Le premier livre imprimé en langue française est La Légende dorée de Jacques de Voragine, par Barthélemy Buyer à Lyon, en 1476.
L'innovation de Gutenberg réduit considérablement le nombre d'heures et d'hommes nécessaires à la production du livre (donc le coût), ce qui permet d'en élargir la diffusion.
Le saint patron des imprimeurs en Europe de l'Ouest est saint Jean Porte Latine. L'imprimerie s'est longtemps enorgueillie de certaines traditions très colorées, telles que l'article IV et un chant l'accompagnant, intitulé À la…
L'activité d'imprimeur reste longtemps au stade du petit artisanat. De grands ateliers se développent à partir du XVIe siècle (l'imprimeur-éditeur Plantin dispose de 16 presses, 33 imprimeurs et 22 typographes en 1576). Le travail des ouvriers imprimeurs est dur et les salaires sont faibles. Pourtant, les compagnons imprimeurs forment une véritable caste et portent l'épée, fiers de leur métier et de leur savoir. Les maîtres imprimeurs sont de bons typographes et doivent bien savoir le latin. Ce sont souvent d'anciens compagnons pour les petits ateliers ; pour les plus grands l'activité se transmet de père en fils ou de mari à veuve.
Un atelier emploie, en plus du maître qui s'occupe des corrections, quelques compositeurs qui assemblent les caractères et quelques pressiers. L'apprenti est l'homme à tout faire : il doit savoir lire et écrire le latin et le grec, et fait son apprentissage durant deux à cinq ans au service du maître. Après son apprentissage, devenu compagnon, il fera son tour de France, pour parfaire son métier avant de s'établir, comme c'est le cas dans tous les compagnonnages depuis le Moyen Âge.
Les imprimeurs signent leurs œuvres et l'on retrouve leur nom sur les livres qu'ils ont imprimés. La marque d'un maître peut être blasonnée et constituer ainsi une sorte d'héraldique de métier, comme ce fut le cas pour les compagnons passants tailleurs de pierre. Les marques d'imprimeur comportent des lettres : la lettre X (qui évoque le chrisme), V, S, ainsi que l'alpha et l'omega. Elle peut faire figurer des symboles comme le globe et la croix. Elle utilise aussi massivement le fameux quatre de chiffre, marque mystérieuse et profondément christique, qui n'a pas encore livré tous ses secrets.
La typographie occupe la scène de la communication du XVIe siècle jusqu'au troisième quart du XXe siècle.

## Impacts de l'imprimerie
Les conséquences de l'invention de l'imprimerie ont retenu l'attention de l'école historique des Annales, avec le livre L'apparition du livre (1957) de Lucien Febvre et Henri-Jean Martin. Dans l'Histoire générale des techniques, tome 2, Les premières étapes du machinisme : XVe – XVIIIe siècle, (dir. Maurice Daumas), publiée en 1968, l'éditeur et historien Maurice Audin y détaille, en plus de l'histoire technique, l'évolution qu'a créé cette invention, ainsi que son contexte social.
L'historiographie anglo-saxonne s'intéresse plus tardivement à ce sujet, avec La Galaxie Gutenberg, de Marshall McLuhan, en 1962, puis les travaux de l'historienne américaine, Elizabeth Eisenstein, avec The Printing Press as an Agent of Change (1979). L'essai de 1984 de Robert Darnton, tiré du livre The Great Cat Massacre, traite des relations sociales parfois tendues entre apprentis ouvriers, compagnons et les propriétaires des ateliers d'imprimerie des années 1730.
Une estimation du nombre total de livres imprimés donne les chiffres de deux cents millions pour le XVIe siècle, cinq cents millions au XVIIe siècle et un milliard au XVIIIe siècle. Cette omniprésence de l'imprimé étend et renforce les effets de l'écriture sur la pensée et l’expression, modifiant la place relative de l'oralité dans l'ensemble de la culture.
L'imprimerie permet la diffusion du savoir à un niveau jamais atteint, ce qui produit la Renaissance, une période où une plus grande part de la population redécouvre le savoir de l'Antiquité. Cela entraîne aussi à porter un nouveau regard sur le monde, ce qui débouchera sur la révolution scientifique et la naissance de la science moderne. Enfin, l'imprimerie entraîne un idéal d'alphabétisation généralisée qui se traduira par l'expansion de l'école publique.
La multiplication rapide des livres cesse d'en faire une denrée rare et réservée à une élite : désormais, il est possible à une large fraction de la population de se constituer une bibliothèque privée. La pratique individuelle de la lecture renforce chez chacun la conscience de sa propre intériorité. En permettant à tout individu de se procurer un exemplaire de la Bible et de la lire par lui-même, sans une interprétation officielle venant de l'Église, l'imprimerie encourage la pratique du libre examen. Elle permet aux idées de Luther de se répandre dès 1520, entraînant la Réforme protestante et la réorientation des pratiques catholiques. Alors que pendant tout le Moyen Âge, on lisait la Bible, notamment dans les monastères, selon une interprétation codifiée (quatre sens de l'Écriture), la plus grande diffusion du livre saint dans la population à partir de la Renaissance entraîne, sous l'influence de la Réforme, un retour à la littéralité qui aura des conséquences considérables par la suite.
L'imprimerie est l'un des facteurs qui a permis le développement de l'individualisme dans la société occidentale à partir de la Renaissance, en favorisant cette activité individuelle entre toutes qu'est la lecture.

## Technique

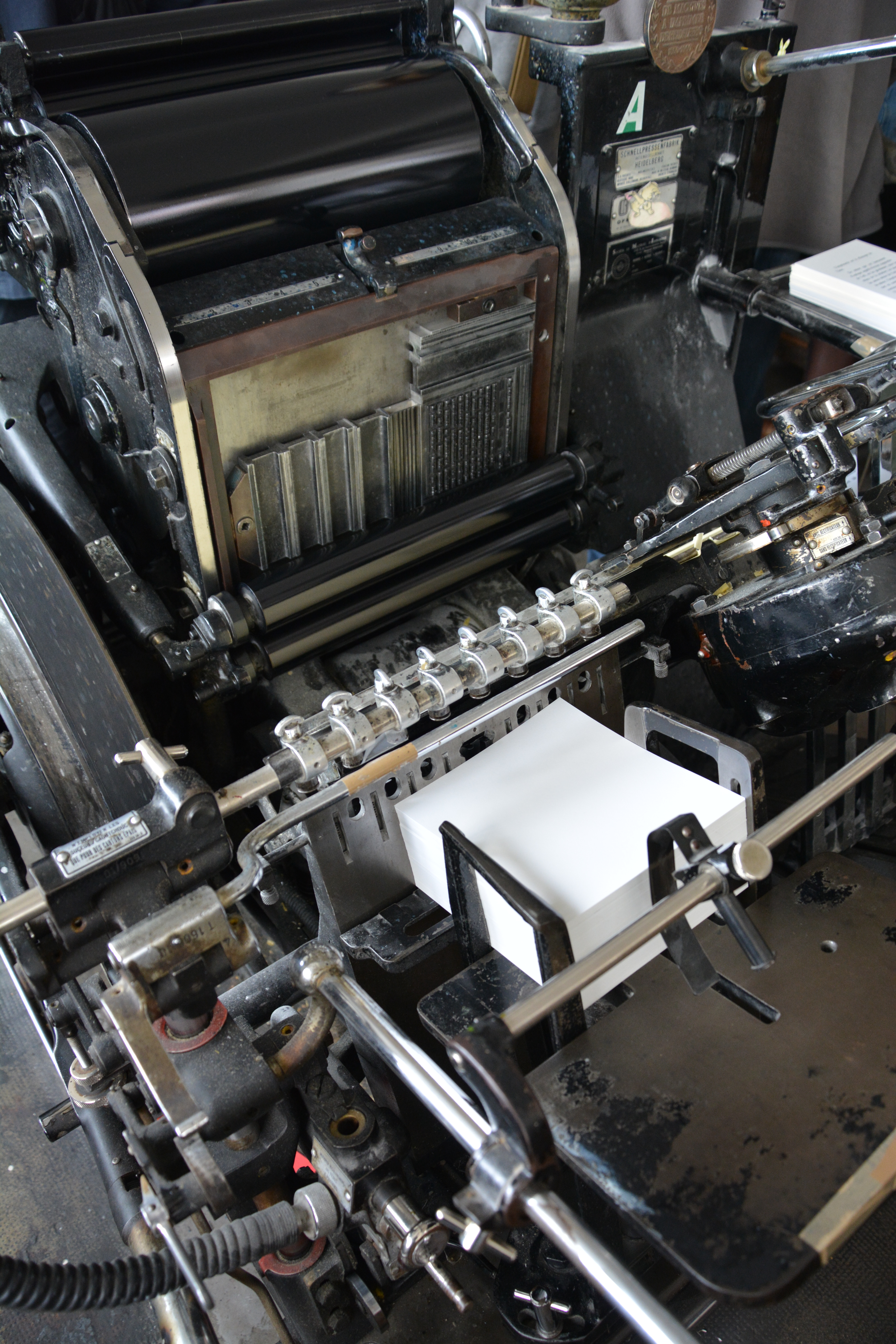
Presse d'imprimerie « à platine » Heidelberger Druckmaschinen AG 1926-1985.

De Gutenberg au XIXe siècle, les innovations techniques sont des modifications de détail, visant à améliorer le rendement. L'alliage utilisé pour les caractères reste sensiblement le même. Au XVIIIe siècle, le Britannique Stanhope réalise la première presse entièrement métallique.
L'imprimerie a été révolutionnée dans les années 1880 par l'invention de la Linotype (Ottmar Mergenthaler, 1884). Cette machine accélérait la composition en substituant au registrage manuel des caractères mobiles une saisie au clavier de chaque ligne de texte : non seulement l'opération était-elle accélérée, mais aussi plus sûre. La saisie du texte au clavier se traduit par la composition « mécanique » d'une matrice, qui sert ensuite de moule pour une coulée d'un alliage de plomb, d'étain et d'antimoine, formant une « ligne-bloc » d'un seul tenant. C'est cette ligne-bloc qui était encrée et qui réalisait l'impression proprement dite. La Linotype servait surtout en presse.
L'ingénieur américain Tolbert Lanston inventa, en 1887, la Monotype, une machine de composition d'imprimerie. Les étapes de composition et de fonte sont séparées, contrairement à la Linotype. De même, ce ne sont pas des lignes-blocs, mais des lignes composées de caractères indépendants. Le typographe chargé de la composition saisit le texte sur un clavier, qui le convertit en un enregistrement par bande perforée. C'est aussi à ce niveau que la justification est résolue par l'opérateur. Le typographe peut choisir une grande variété de tailles de caractères. La Monotype était plutôt réservée à l'édition.
La société Monotype Corporation créa, au fil des années, ses propres polices de caractères, inspirées des fontes historiques, et la plupart sont encore protégées par copyright aujourd'hui.
Pour les livres et la presse écrite, la composition par machines Linotype ou Monotype se substitua à l'imprimerie traditionnelle à partir de 1900 et régna sans partage jusqu'au début des années 1970.
Dans les années 1940, on imagina de substituer aux lignes-blocs une plaque qui pourrait indifféremment comporter du texte ou une image. Cette plaque imprimante fixait l'encre aux endroits voulus par charge électrostatique (plaque dite « électrographique ») ou par insolation (« cliché »). Cette technique donna naissance aux premiers photocopieurs et ouvrait la voie à la conception des plaques offset.

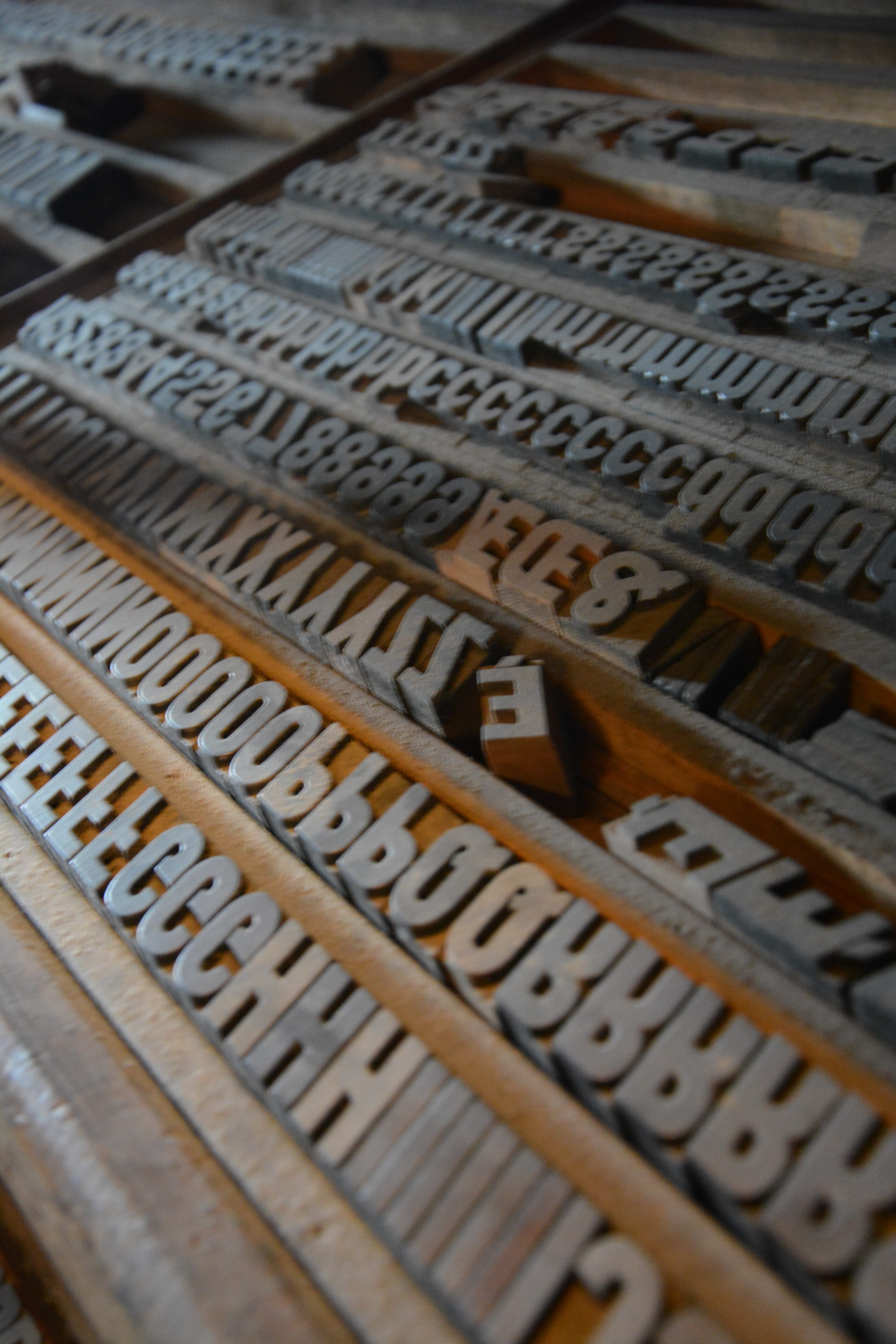
Réserve de caractères pour presse d'imprimerie.

Parallèlement, la composition s'est informatisée. On a vu apparaître, à la fin des années 1960, début des années 1970, les premiers procédés de photocomposition. Un système de miroirs, dans lesquels les caractères étaient ajourés, servait de « pochoir » à la lumière qui allait impressionner une surface sensible, le bromure, lequel était ensuite révélé et fixé comme un papier photographique ordinaire. Les textes ainsi composés au kilomètre allaient ensuite être montés sur les supports (ou gabarits) et la mise en page se faisait manuellement, à l'aide de colle, de ciseaux, de couteau à lame rétractable et de caractères transfert.
Le montage achevé, on réalisait un cliché du tout puis on insolait la plaque qui allait servir à l'impression. La photocomposition et le tirage offset allaient perdurer presque vingt ans, les procédés évoluant avec l'apparition du laser qui allait insoler directement les films, faisant disparaître les systèmes à miroirs. Dès cette époque, les livres n'étaient plus « imprimés » comme c'était encore le cas avec la Linotype : on ne voit plus la pression des caractères sur le papier, l'encre est simplement absorbée sur le papier à l'endroit où elle est fixée par la plaque offset.
Le grand tournant de cette fin de siècle fut l'apparition des premiers ordinateurs personnels, à partir de 1981, qui ont vu la démocratisation de la publication assistée par ordinateur (PAO), auparavant réservée aux mainframes et à la mini-informatique. Le micro-ordinateur a permis, avec un budget artisanal, de tout faire sur le même poste : acquisition d'images numérisées, retouche d'images, création de dessins vectoriels, mise en pages avec des logiciels dédiés, permettant d'amalgamer textes et images. Ces opérations étaient déjà possibles sur des systèmes dédiés, mais au coût prohibitif. La micro-informatique a permis de rendre ce métier accessible, tout en provoquant certains dérapages : en effet, la démocratisation d'une technique ne démocratisait pas pour autant le savoir-faire associé (connaissance par exemple des règles typographiques, incontournables dans le domaine professionnel).

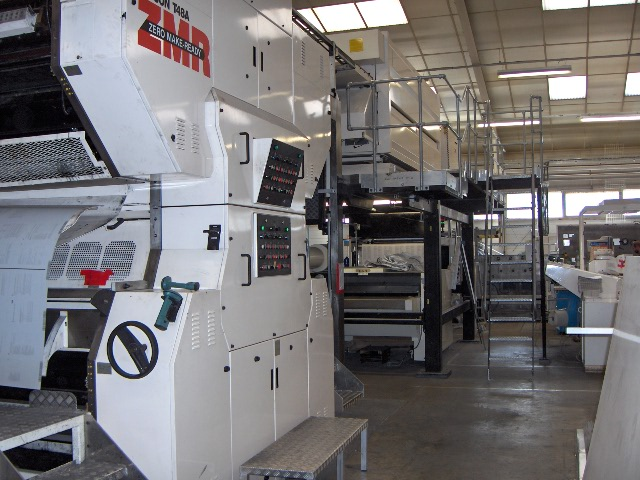
Rotative offset d'imprimerie moderne.

Parallèlement à l'évolution de la composition, toute la chaîne graphique se met à connaître de profonds bouleversements. Ainsi, à partir du poste de composition, photogravure et mise en page sont venus s'adjoindre divers périphériques d'écriture tels que les computer to film (CTF, ordinateur vers film), appelés aussi flasheuses, qui permettent d'insoler les films de chaque couleur d'impression (quatre dans le cas de la quadrichromie) à partir du fichier informatique, afin de produire les plaques par transfert optique. Ce progrès permet de se passer du montage manuel des mises en page. Le transfert optique fait cependant perdre de la définition dans les points de trame et ne dispense pas de retouches sur plaques, car il peut y avoir des pétouilles, dépôts parasites dus à des poussières.
L'évolution suivante a été le computer to plate (CTP, ordinateur vers plaque) où le film a été remplacé par la plaque (en aluminium en général, parfois en polyester) qui sera alors insolée ou gravée directement à partir du fichier informatique. Ensuite, l'opérateur n'a plus qu'à caler ses plaques directement sur la presse.
La dernière évolution en date, concernant la presse offset classique, est l'embarquement du système CTP sur la presse. C'est ce que l'on appelle le direct imaging (DI). Il n'y a alors plus d'opération intermédiaire entre le poste de mise en pages et la presse, la gravure se faisant directement sur le cylindre porte-plaque de la presse offset. Cela présente plusieurs avantages : un repérage exceptionnel des différents groupes et une économie de temps de calage.
Un autre créneau naît de l'évolution des photocopieurs : les presses dites numériques, où tout le système classique a été remplacé par des systèmes de transfert d'image du type photocopieur, permettant alors des tirages instantanés et fidèles du document d'entrée (fichier, épreuve, etc.), avec un coût largement supérieur qui le réserve dans un premier temps aux courts tirages (thèses, autoédition, etc.).
Connectés à des bases de données, ces procédés d'impression numérique permettent également de produire des documents contenant des textes et des images variables : annuaires, horaires, tarifs, catalogues simples, etc.

## Différents types de procédés d'impression

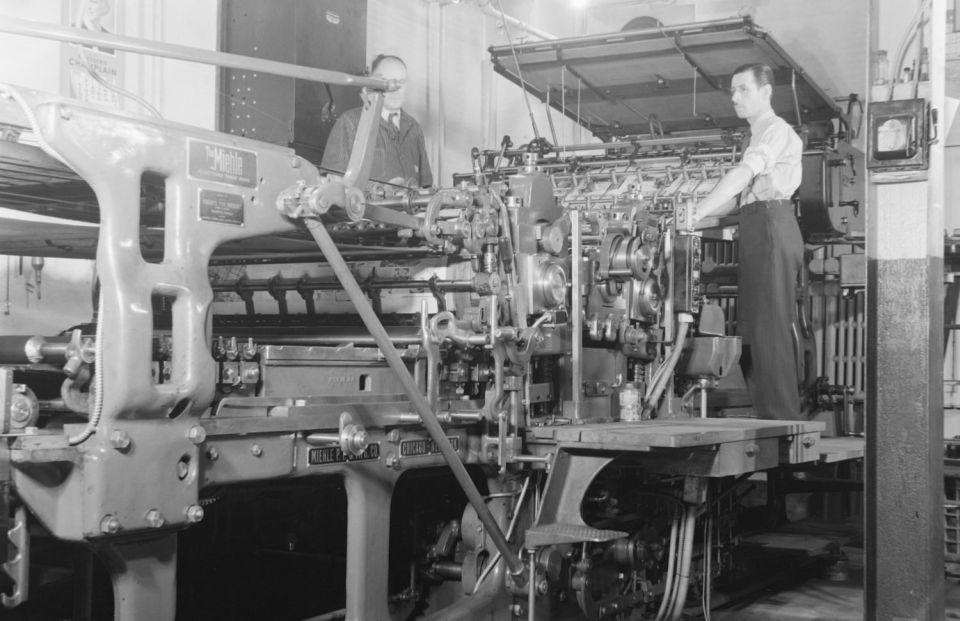
Presse Miehle pour l'impression du journal Le Samedi, Montréal (1939).

### Procédés traditionnels (avec forme imprimante)

#### Offset
C'est l'un des procédés qui produit le plus gros volume d'imprimés (timbres, magazines, journaux, emballage, livres…) et possédant une technique d'impression « à plat » : il n'y a en effet ni relief ni creux sur la forme imprimante. Il est basé sur la répulsion de deux produits antagonistes : l'eau et l'encre grasse. Ce procédé, selon les machines utilisées, permet d'imprimer des feuilles une à une, c'est l'impression dite « à plat » ou « feuille à feuille » ou une bande continue dite « bobine ».
Dans ce procédé, l'image « copiée » sur la forme imprimante (plaque de métal) sera après traitement représentée par la « couche sensible », grasse par nature, tandis que la partie sans image sera représentée par le métal nu dépouillé de sa couche (aluminium traité) qui lui est hydrophile.
La plaque sera ensuite humidifiée, les parties « blanches » fixeront l'eau, tandis que l'image « grasse » repoussera l'eau et pourra accepter l'encre (grasse).
Le procédé offset se distingue des autres procédés par la technique du décalquage (off set, en anglais) ; l'impression s'effectue par décalque de l'image sur un cylindre en caoutchouc appelé blanchet, puis du blanchet au papier sous l'action du cylindre de pression. Cette opération se fait à partir de plaques en aluminium.
- Tirage : de moins de 1 000 à plusieurs millions d'exemplaires.

#### Héliogravure
C'est un procédé dans lequel la forme imprimante est en creux. Le cylindre d'impression est en cuivre, ou en inox, et est gravé par un diamant, chimiquement ou au laser.
C'est la profondeur des « alvéoles » qui détermine la tonalité de la couleur et permet de reproduire la gradation de l'image.
L'encre utilisée doit être très liquide pour bien remplir les alvéoles.
Le tirage peut aller de quelques centaines de milliers à plusieurs millions d'exemplaires.
Ce procédé permet l'utilisation de papiers couchés de faible grammage (light weight coated, ou LWC : moins de 50 g/m2) avec une bonne puissance de couleurs.

#### Flexographie
C'est un procédé en relief reprenant le principe de la typographie. La forme imprimante utilisée est le plus souvent un polymère. L'image est obtenue par photo-polymérisation (modification physico-chimique par l'action des UV).
La flexographie permet l'impression sur des supports très variés, essentiellement les emballages alimentaires. La flexographie permet d'utiliser des encres à séchage ultra-rapide ou par ultra-violets.
- Utilisation : procédé non destructeur pour le support, qui permet l'impression de : cartons ondulés, sacs (papier ou plastique) et journaux (en Allemagne notamment).

La qualité obtenue est moyenne, car le procédé ne permet pas l'utilisation de trames fines, mais des progrès sont en cours.

#### Sérigraphie
La sérigraphie (screen printing en anglais) tire son nom de la soie avec laquelle étaient fabriqués les « écrans » (sorte de pochoirs) qui sont utilisés avec cette technique. Une partie de cet écran est masquée (par utilisation d'un procédé photographique) et l'encre ne traverse que les parties nues de l'écran qui s'interpose entre le support et l'encre.
Cette technique présente l'avantage de pouvoir s'appliquer à des supports variés et pas nécessairement plats (bouteilles, boîtes, textiles, machines, bois, etc.) et sur de grandes surfaces.
- Utilisation : impression à l'aide de couleurs puissantes et vives sur matériaux divers : logos, marques, emballages alimentaires sur boîtes, bouteilles, T-shirts, panneaux, bois, métal, plastique.

#### Tampographie
Procédé d'impression basé sur le principe du timbre en caoutchouc, la tampographie est une technique consistant à transférer l'encre contenue dans le creux d'un cliché, obtenu par photogravure chimique, sur un objet au moyen d'un tampon transfert en caoutchouc silicone. Parfaitement adapté à tous types de formes, de graphisme et de pièces, ce procédé garantit un marquage précis et rapide, quels que soient les volumes à réaliser.
- Utilisation : touches de clavier, boutons dans les voitures, capsules de bière…
- Procédé d'impression indirect.
- Forme imprimante en creux.

#### Stencil ou cyclostyle
Il s'agit d'un procédé employant un cliché sur celluloïd composé à la machine à écrire, qui est reproduit à l'aide d'une solution à base d'alcool sur une presse rotative (le cyclostyle) appelée aussi « machine à alcool ».

### Procédés numériques (sans forme imprimante)

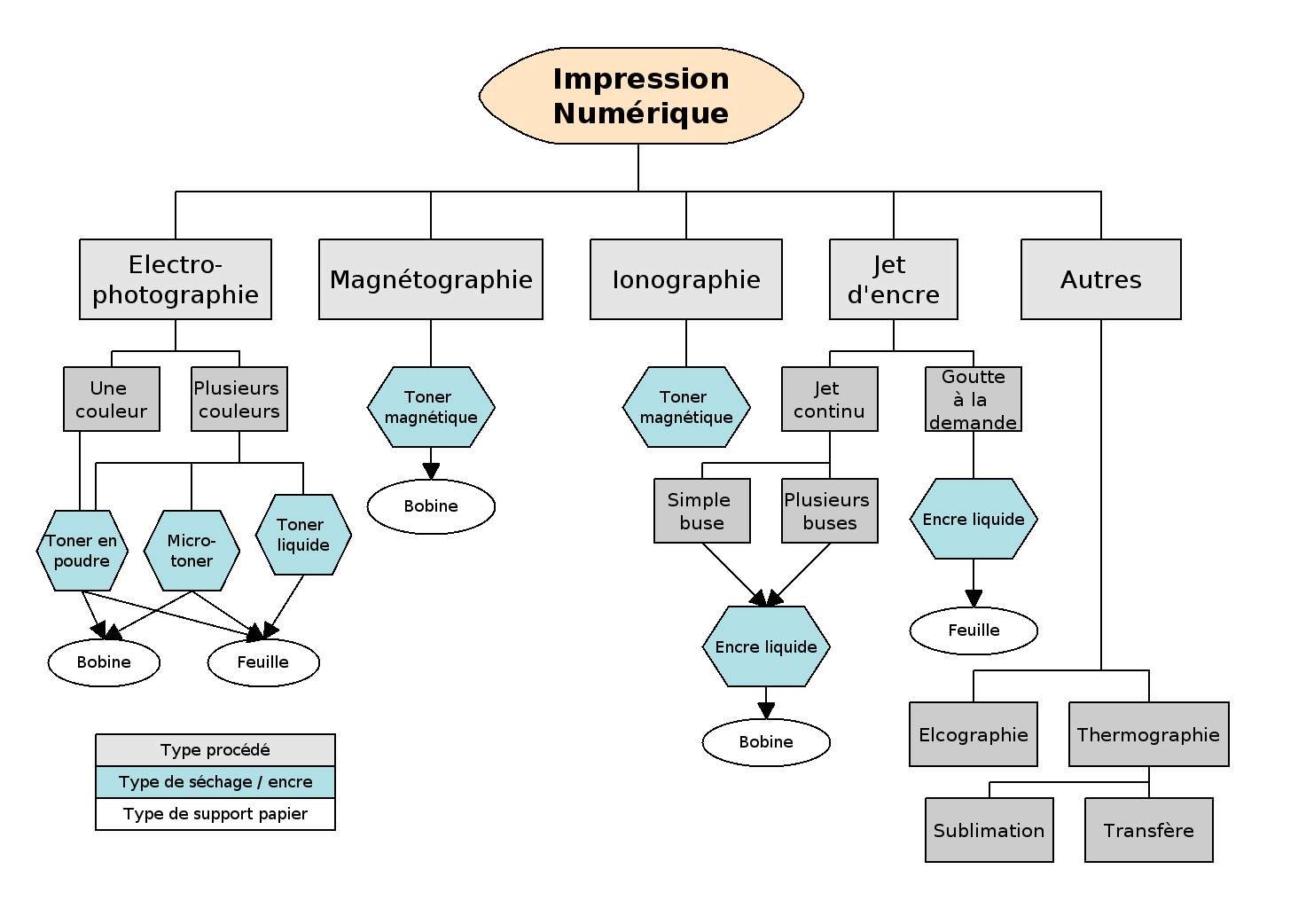
Les différents types d'impressions numériques.

Les procédés d’impression numérique ont trois caractéristiques principales :
1. L'impression se fait de façon continue de l’ordinateur au tirage, sans interruption du flux numérique ;
2. L’image est imprimée sur le support sans utiliser de forme imprimante ;
3. L'image imprimée peut être modifiée à chaque exemplaire imprimé, ce qui permet de remplacer à la volée des passages de textes ou des illustrations. Les informations modifiées sont appelées « données variables ». L'impression de données variables ne diminue pas la vitesse d’impression, et permet d’accroître la valeur ajoutée de l’imprimé.

#### Jet d'encre
Une surpression est créée dans un réservoir d'encre et entraîne l'éjection d'une goutte d'encre. Cette surpression peut-être créée thermiquement ou mécaniquement (à l'aide d'un cristal piézoélectrique).
- Cette goutte peut être créée continuellement puis guidée sur le média à imprimer ou dans un réceptacle pour la recycler dans le cas du continous ink jet (CIJ). Ce procédé permet des vitesses importantes d'impression, mais à une moindre qualité.
- Dans le cas du drop on demand (DOD) (« goutte à la demande »), cette goutte est générée uniquement si elle est désirée sur le média. La vitesse d'impression est moindre, mais la qualité est meilleure.

#### Électrophotographie ou xérographie
Le cylindre d'impression est recouvert d'un polymère spécial qui est éclairé au laser, ce qui induit un changement dans ses propriétés. Il va alors attirer de fines particules contenues dans un toner liquide ou solide (les toners liquides donnent une meilleure qualité, car ils permettent de transférer plus de particules pour une même masse).
L'encre va, par la suite, être transférée sur le papier puis chauffée (cuisson) afin d'assurer sa cohésion.

#### Impression thermique
Un ruban Jimmy contenant de l'encre est chauffé et piqué là où un point de trame est voulu. On reprend ainsi le principe de la dorure à chaud. La dorure à chaud imprimerie est d’ailleurs le seul procédé permettant de restituer l’aspect métallique de l’argent ou l’or. Il existe aussi une autre forme d'impression thermique lorsque le papier lui-même est thermodynamique. Une résistance va chauffer certains points du papier ce qui, couplé au déplacement du-dit papier ou de l'étiquette, va former une image, des lettres ou des chiffres. Exemples : ticket de caisse et impression de bon de transport sur colis.

#### Impression 3D
L'impression 3D consiste à imprimer un projet en relief à l'aide d'une imprimante 3D en superposant des couches de matières.

## Étapes de la fabrication d'un imprimé traditionnel
La fabrication d'un imprimé traditionnel (par opposition à une impression numérique), passe par différentes étapes rassemblant des savoir-faire et des matériaux différents et complémentaires. En règle générale, elles sont regroupées sous un seul nom : la chaîne graphique.

### Préparation
La préparation d'un travail destiné à l'impression passe par les phases de réflexion sur le produit, l'écriture de son contenu, le rassemblement des matériaux illustratifs (photographies, dessins, tableaux, graphes, etc.), puis sur l'ébauche de ce que devrait être le produit fini. Pour ce faire, on réalisera un rough (dans l'univers de la presse écrite, on parle aussi de la réalisation d'un « monstre ») sur papier ou sur écran, dans lequel on mettra le plus souvent du faux-texte. Une fois l'ébauche validée, on fournira à l'étape suivante le matériel nécessaire pour travailler le produit.

### Maquette
Le maquettiste va exécuter une ou plusieurs versions de mise en pages avec les matériaux fournis (textes, images, rough…) et l'on passera à l'étape de la composition. Dans l'édition de luxe, la maquette est un moyen de créativité artistique où les disciplines typographiques, le graphisme, la conception de la reliure sont parfois confiés au même professionnel dont le nom sera cité dans le livre.

### Composition
La composition est l'étape qui consiste à mettre en forme un texte ou une page de texte afin d'être exploitable pour l'impression. Initialement, elle était dite « typographique » et réalisée manuellement par assemblage de caractères en plomb, puis plus tard automatisée par des machines du genre Linotype ou Monotype.
Par la suite apparut la photocomposition qui générait le texte par projection d'un faisceau lumineux au travers d'une matrice (sorte d'écran négatif), produisant le résultat par insolation en continu sur du film en rouleau. Ces machines étaient souvent reliées directement à une développeuse pour un traitement automatique en continu.
Plus tard, l'avènement de l'informatique a permis la saisie du texte (composition) directement sur ordinateur avec l'aide d'un logiciel de traitement de texte. Le résultat était obtenu sur fichier informatique facilement exportable. Ainsi souvent le texte sera directement saisi et fourni par le client.
Dans certains cas, on utilise une technique permettant de récupérer du texte déjà imprimé à l'aide d'un scanner et d'un logiciel de reconnaissance optique de caractères (OCR).

### Mise en pages
La mise en pages consiste à réunir et assembler tous les éléments (textes, images, illustrations, fonds de couleurs) qui constituent la page finalisée.
C'est le travail de la publication assistée par ordinateur (PAO). Il s'inspire de la maquette fournie pour faire la mise en pages et suit sur son écran d'ordinateur le chemin de fer qui définit l'ordre des pages et les emplacements des rubriques, publicités, hors-texte, etc.

### Photogravure
Le photograveur entre alors dans la ronde. C'est lui qui va, grâce au scanneur, numériser les images et les divers éléments qui composeront la page finalisée. Il est chargé de la retouche des images avec un logiciel dédié : ajustement de la colorimétrie et du contraste des images, élimination des poussières, des défauts, et mise à l'échelle…
Il se charge également de l'assemblage et de la mise en place des éléments qui composent la page (souvent seront incorporés plusieurs images, du texte et des fonds de couleurs). Il substituera alors à la « maquette de placement » une image finalisée en « haute définition » et fournira à l'imprimeur, soit des films obtenus par « flashage », soit un fichier numérique contrôlable par l'intermédiaire d'un système OPI.

### Flashage
Cette opération réalisée par le photograveur, ou une entreprise spécialisée, consiste à produire les films nécessaires à la fabrication de la forme imprimante (plaques en zinc ou aluminium). L'équipement utilisé (flasheuse) transpose les informations du fichier numérique finalisé en éléments concrets et exploitables par l'imprimeur : les films tramés des quatre couleurs qui composent la quadrichromie, dite CMJN (cyan, magenta, jaune, noir).
Ces films (ou le fichier numérique) servent également à réaliser l'épreuve contractuelle soumise au client pour approbation. Après d'éventuelles corrections, une dernière épreuve définitive appelée « BAT » (bon à tirer) est fournie à l'imprimeur qui pourra alors réaliser les plaques d'impression et s'efforcer au cours du tirage de respecter ce BAT.

### Épreuve
Le document numérique achevé, on va produire l'épreuve contractuelle (appelée abusivement Cromalin ou Iris, qui sont des marques de systèmes d'épreuves) qui anticipera l'aspect définitif et la conformité du travail (la typographie, l'emplacement des illustrations, le respect des couleurs). Ce document devenu « bon à tirer » servira de référence à l'imprimeur qui devra en respecter l'aspect. L'épreuve est dite contractuelle, car elle sert de référence en cas de litige.
L'épreuve peut être produite à partir des films, elle est « analogique » (Cromalin, MatchPrint) ou à partir du fichier numérique finalisé et dite alors « numérique » (Iris, Cromalin Digital).
Par le passé, les épreuves étaient réalisées en photogravure sur des presses à contre-épreuves donnant un résultat assez flatteur, mais difficile à reproduire par l'imprimeur. Cependant, beaucoup d'imprimeries étant équipées de presses imprimant deux couleurs à la fois, elles demandaient au photograveur des épreuves accompagnées de « gammes progressives », déclinaison des assemblages de couleurs utilisés par la machine de l'imprimeur (gamme verte pour certains, violette pour d'autres). L'évolution du nombre de presses 4-couleurs est telle, ainsi que le coût démesuré de l'investissement et la complexité pour le photograveur, que ce genre d'épreuves a été totalement abandonné.

### Bon à graver
Le « bon à graver » doit être distingué du « bon à tirer ». Ce premier terme n'est pratiquement plus utilisé de nos jours ou employé à tort. Il était employé jadis quand la photogravure était encore un art et non une industrie. Il faut rappeler (ou dire) qu'à cette époque le délai moyen habituel pour finaliser un travail en photogravure variait de quelques jours à plusieurs semaines. Le photograveur était alors tenu de présenter à son client un « état » provisoire de son travail. L'épreuve alors appelée « essai » entraînait presque toujours des retouches et des corrections inévitables. Une fois le client satisfait du travail, les corrections exécutées, les images retouchées, il donnait alors le « bon à graver » (BAG) dûment daté et signé. Ce document donnait le feu vert pour la fabrication (donc la gravure) des éléments à fournir à l'imprimeur.
Le BAG dégageait le photograveur de toute responsabilité à propos d'éventuelles erreurs (mise en page, fautes de frappe, d'orthographe ou de syntaxe, taille ou police de caractères…) qui auraient pu être constatées a posteriori. Le terme « BAG » ne devrait plus être employé de nos jours.

### Imposition
Lorsque l'imprimeur reçoit les films ou les fichiers numériques de toutes les pages qui constituent l'ensemble de sa commande, son rôle consiste à en prévoir l'imposition, c'est-à-dire de disposer les pages par « cahiers ». Cette disposition est particulière à son système en fonction de sa presse, du format, du nombre de pages, du pliage et du façonnage. Souvent, l'imprimeur réalise une épreuve de contrôle appelée aussi Ozalid, afin de s'assurer de la bonne séquence des pages et du pliage correct. Ce document sera plié et découpé afin d'en faire une morasse.
L'imposition peut également se contrôler à l'aide d'un polichinelle : petit papier au format A4, plié autant de fois qu'il y a de poses dans le cahier, comme un petit livret dont les pages sont numérotées. Une fois déplié, le polichinelle donnera le plan d'imposition.

### Création des plaques
Les plaques d'impression qui constituent la forme imprimante d'un travail peuvent être réalisées de deux façons :
- De manière traditionnelle, à partir des films fournis ou obtenus par la technique du flashage CtF. Cette technique n'existe plus ou dans de très rares cas.
- Directement d'après le fichier numérique finalisé par la technique CtP.

Dans la méthode traditionnelle, les films sont « copiés » par « insolation » sur la plaque offset métallique (zinc, aluminium, cuivre…), qui est ensuite développée par un processus chimique (ou à l'eau), identique à celui du développement des anciens papiers photographiques.

### «Bon à tirer» (ou BAT ou BàT)
À la fin du travail de photogravure ou de PAO, lorsque la page complète est assemblée, les images et les textes mis en place et les couleurs ajustées, un contrôle est effectué au moyen d'une épreuve sur papier, d'abord dans un but interne pour vérifier le travail accompli et pour soumettre également celui-ci à l'approbation du client. Celui-ci peut alors demander des corrections ou des modifications et une nouvelle épreuve devra lui être soumise.
Lorsque le client est satisfait et accepte le résultat, il signe et date cette épreuve qui devient le « bon à tirer » (« BAT »). Ce document déclenche alors le travail de l'imprimeur, la réalisation de la forme imprimante et sera son référentiel (l'étalon en quelque sorte).
Il guidera l'imprimeur qui devra se conformer à l'« image » de ce BAT tout au long du tirage.
En principe, cette épreuve doit être fournie par le studio de création au client, puis confiée à l'imprimeur une fois signée. Parfois, on demande à l'imprimeur de la fournir, mais cela ne doit pas être la règle, la création étant propriété (et responsabilité) de celui qui la réalise.

### Impression
On commence par procéder au « calage » : mise en place des plaques sur les cylindres de la presse offset : machine à feuilles ou rotative, puis le conducteur procède au réglage des encriers (estimation du débit d'encre en fonction des consommations, selon les parties claires ou sombres de l'image qui sera imprimée).
Vient ensuite le « pré-encrage », qui consiste à débuter l'impression lentement pour laisser l'encre se répartir sur les rouleaux, « nourrir » le blanchet et vérifier que l'image s'imprime correctement. Cette partie du tirage qui est une phase de réglage est détruite ou réutilisée ; elle est appelée la « gâche papier » ou « macules ». Le conducteur doit également vérifier et ajuster le repérage de l'impression des quatre couleurs, selon que la presse a un ou deux ou quatre cylindres d'impression simultanés. Selon le souhait du chef d'atelier ou (et) du conducteur, l'ordre de passage des couleurs peut varier. Pour une presse une couleur (rare en Occident au XXIe siècle) si l'atelier n'est pas sous contrôle hygrométrique, on risque que le papier « travaille » (souvent en éventail) entre l'impression des couleurs, le choix sera dès lors de commencer par l'impression du jaune. Mais cette technique a son revers, car il est difficile de maintenir tout au long du tirage la régularité de l'encrage (par manque de contraste). Pour une meilleure visualisation de l'intensité de l'encrage, le choix se portera par commencer le tirage par le magenta, ensuite le jaune, le cyan et, en dernier lieu, le noir afin de « contraster » à la demande le tirage.
Dès que l'encrage est correct et après vérification de la « barre de contrôle » (élément de mesure et de contrôle de la qualité appelée « gamme »), on affine le résultat pour être en conformité avec le BAT. Si le client est présent au tirage, il signe alors le « bon à rouler », ou il peut déléguer cette fonction à un BaTman : professionnel des arts graphiques, bien souvent ancien conducteur, qui est là pour régler les « compromis ». Il vérifie également l'ozalid (tierce), le repérage, le registre et souvent il contrôle aussi le façonnage (en son absence, le chef d'atelier ou le conducteur assument cette fonction).
Le tirage proprement dit peut commencer ; c'est le « suivi du tirage ». L'opérateur a une tâche bien précise pendant l'impression, celle de vérifier la stabilité de celle-ci : équilibre entre l'eau et l'encre, correspondance de la couleur vis-à-vis du modèle ou de la référence couleur qui lui est fournie. Au cours du tirage, il effectue différents relevés afin de contrôler ses réglages (à l'aide de la gamme de contrôle, visuellement ou à l'aide d'un densitomètre, manuel ou automatique par balayage) et être attentif aux défauts d'impression pouvant nuire à la qualité de son travail.
Tout au long de l'impression, il doit également s'assurer de la quantité suffisante d'encre se trouvant dans les encriers et vérifier la qualité de sa solution de mouillage. Il a une obligation finale, celle de livrer au département de la finition ou du façonnage la quantité nécessaire à la transformation du papier (ou du support d'impression).
Le travail des opérateurs ou de ses assistants se termine par l'entretien de la presse (nettoyage si nécessaire des différents organes de celle-ci) en vue d'une nouvelle impression.

### Façonnage

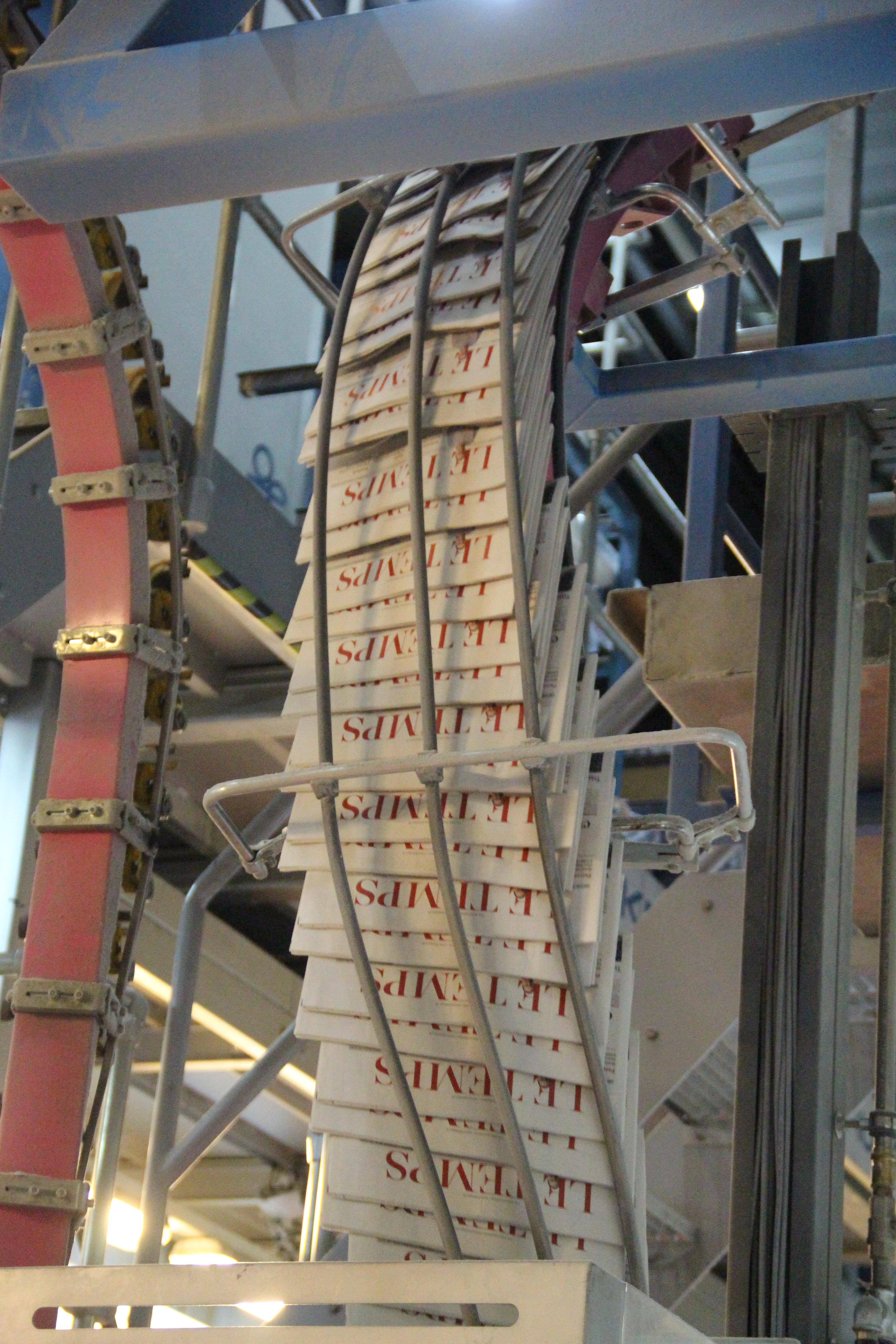
Production du journal Le Temps.

Une fois le travail d'impression terminé, les travaux complexes comprenant plusieurs cahiers assemblés et disposés selon l'imposition choisie se présentent soit sur une feuille à plat et en « pile » (c'est le cas des machines à feuilles) ou en bande continue (c'est le cas des rotatives).
Il est alors nécessaire de récupérer individuellement chaque feuillet ou chaque cahier et de finaliser le produit.
C'est le travail de finition, appelé « façonnage », qui comporte plusieurs opérations : pliage du cahier (pour retrouver les pages dans l'ordre normal de lecture après la pliure), massicotage (pour couper le document au format définitif), assemblage des cahiers (par piqûre, collage ou agrafage), reliure (dans le cas de livres ou revues de luxe) et distribution.
Dans le cas des rotatives, les opérations de pliage, massicotage et même l'assemblage sont souvent automatisées et réalisées en continu sur la même machine.
Les techniques diffèrent quelque peu s'il s'agit de magazines, de livres, d'étiquettes ou des journaux :
- le massicotage consiste à couper les feuilles au format définitif, car on travaille toujours avec un format de papier légèrement plus grand, cet excédent appelé « coupe » ou « rogne » assure une présentation plus nette de l'image après massicotage (pour les pages qui contiennent des images ou des fonds de couleur à « fond perdu ») ;
- la pliure se fait avec une plieuse (dans le cas d'un cahier de plusieurs pages) dans un ordre précis afin que les pages (folios) se suivent dans le bon ordre de lecture. Il existe différentes sortes de plis : le pli croisé, le pli parallèle, le pli économique, en accordéon, le pli roulé, en portefeuille…
- il y a trois sortes de plieuses : à couteaux, à poches et mixtes qui combinent les deux précédentes.

## Records
- En nombre de pages distinctes composées par an (mais pas en nombre de pages imprimées), IBM était dans les années 1970 considéré comme le plus gros éditeur du monde ; aussi cette société développa-t-elle dès le début de cette décennie la PAO (en chasse fixe en raison des techniques de l'époque) pour ses propres besoins (SCRIPT, qui devint en 1979 le GML, ancêtre direct du SGML, de l'HTML et du XML).
- Le plus gros tirage de l'édition moderne sur papier est le catalogue Ikea, tiré à près de 100 millions d'exemplaires.

## Salons professionnels

### En France
- Graphitec, le salon de la chaîne graphique, à Paris, biennal ;
- Intergraphic, à Paris et Lyon, annuel ;
- Techniques papetières et graphiques à Paris, triennal (salon itinérant ne se tenant que tous les neuf ans : 1983, 1992, 2001, 2010…). Afin de montrer la qualité et la rapidité de leurs machines, les fabricants y impriment et distribuent des tonnes d'affiches en quadrichromie chaque jour.

### International
- Drupa, à Düsseldorf, Allemagne, quadriennal (2008, 2012, 2016, etc.) ;
- Ipex, en Grande-Bretagne, quadriennal.

## Imprimerie et environnement
Les techniques dans le domaine de l'impression permettent plusieurs stratégies :
- le papier certifié PEFC garantit des conditions d'exploitation durable de la forêt en amont de sa production ;
- en aval, en recyclant les substrats utilisés. Il faut pour cela s'assurer de la matière utilisée. Par exemple, l'impression sur bâche peut être réalisée sur des supports en polypropylène enduits de PVC ; dans ce cas, la bâche n'est pas recyclable, mais sur bâche en PVC, le support peut être récupéré dans des centres agréés, recyclé et remis dans le circuit d'impression.
- la stratégie inverse, soit l'« online to offline »[43]